# Murcie
Pour l’article ayant un titre homophone, voir Mursi.
Murcie (Murcia en espagnol) est une commune du sud de l'Espagne et la capitale de la région de Murcie (communauté constituée d'une seule province). Avec une population de 459 403 habitants en 2020, c'est la septième ville d'Espagne. Son agglomération compte 664 058 habitants.
La ville, en tant que capitale de la comarque Huerta de Murcie, est appelée « le verger d'Europe » en raison de sa longue tradition agricole et de sa production de fruits, de légumes et de fleurs et ses exportations.
Murcie est située près du centre d'une plaine fertile basse connue sous le nom de huerta (verger ou vignoble) de Murcie. La rivière Segura et son affluent droit, le Guadalentín, traversent la région. La ville a une altitude de 43 mètres et couvre environ 882 kilomètres carrés.
L'aspect le plus connu et le plus dominant du paysage de la municipalité est le verger. En plus du verger et des zones urbaines (Alfonso X, Gran Via, Jaime I et autres), la grande étendue de la zone municipale est composée de différents paysages : badlands, bosquets de pins Carrasco dans les chaînes de montagnes pré-cétoniques et des paysages à la limite du désertique avec la proximité du désert de Tabernas.
Un grand parc régional, le Parque Regional de Carrascoy et El Valle, se trouve juste au sud de la ville.
Murcie possède un climat semi-aride chaud (BSh) selon la classification de Köppen.

## Géographie

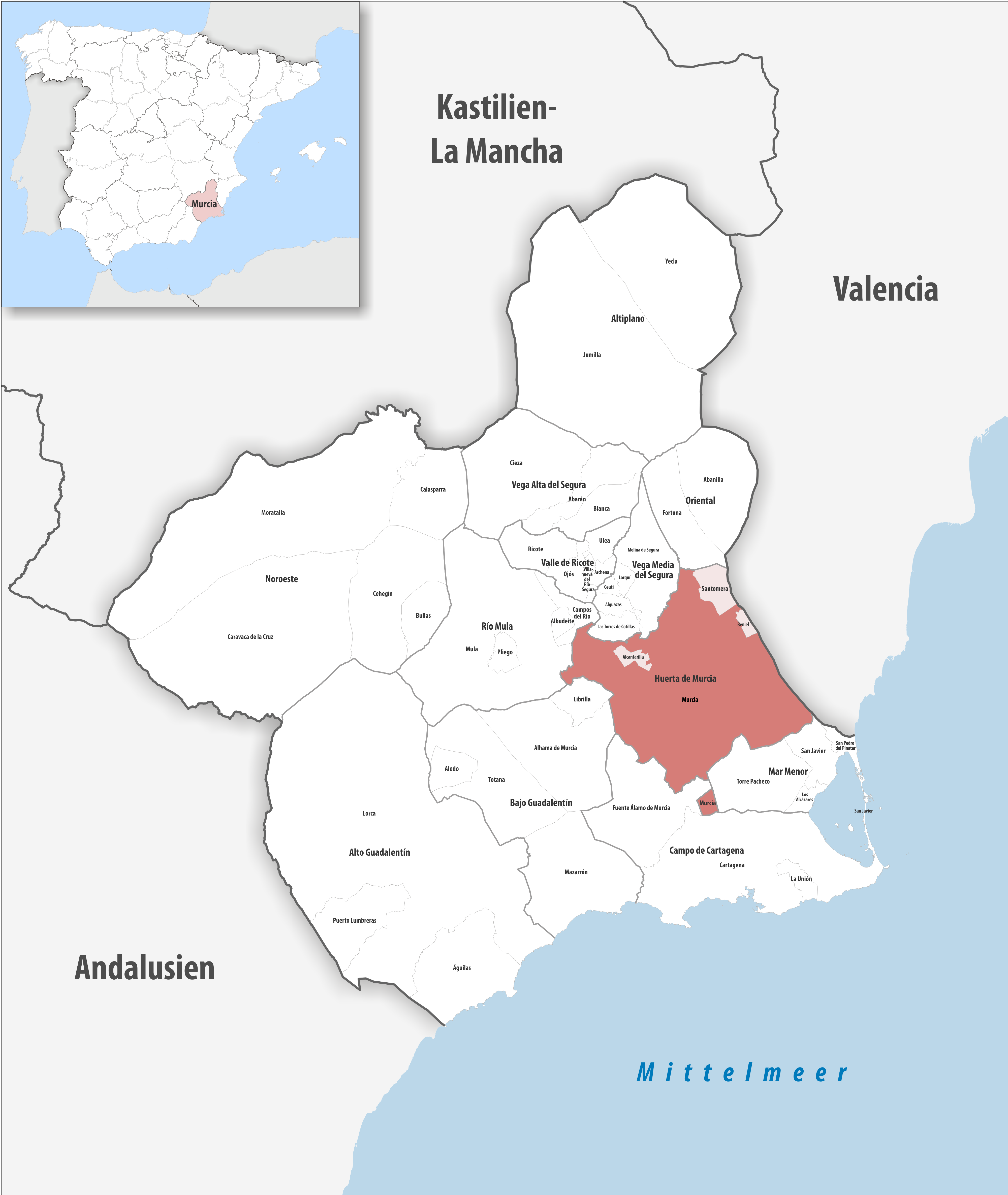
Murcie dans la Huerta de Murcie, province de Murcie / Murcie

### Localisation
La commune de Murcie se trouve dans le sud de l'Espagne, vers le centre-est de la province de Grenade et en bordure nord-est de la comarque de Guadix.
Madrid est à 402 km au nord-ouest ;
Gibraltar à 328 km sud-ouest
le point le plus proche de la mer Méditerranée est probablement San Pedro del Pinatar (51 km sud-est) mais les ports plus fréquentés sont Alicante (80 km au nord-est) et Carthagène (50 km sud-sud-est) (distances par route).

### Communes limitrophes
Alcantarilla est entièrement enclavée dans la commune de Murcie.

Murcie jouxte Carthagène au sud uniquement par un petit territoire détaché de son territoire principal.

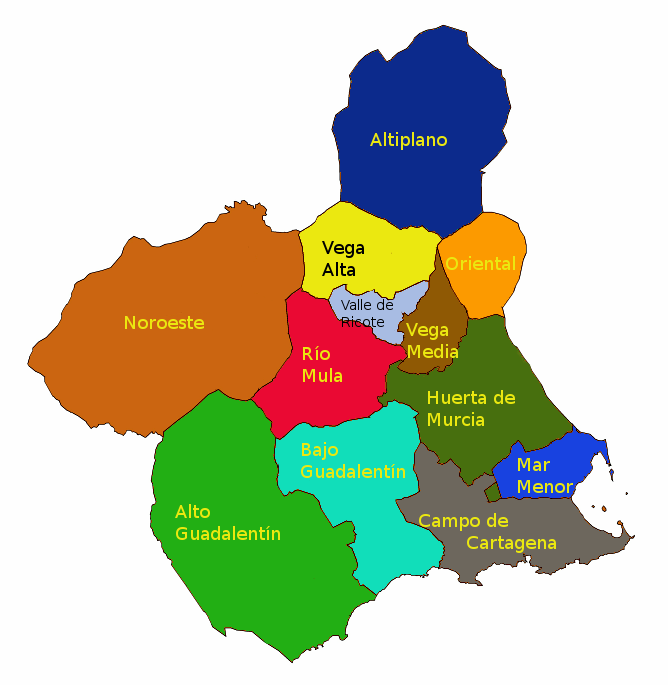
Comarque de Murcie.

### Districts et quartiers
Le territoire de la commune de Murcie est composé de 54 districts et de 28 quartiers.
Quartiers
- Au sud du Segura : La Purísima (avant Barriomar), San-Pío-X, Santiago-el-Mayor, El Carmen, Buenos-Aires, Infante-Juan-Manuel et Notre-Dame-de-la-Fuensanta[4],[5].
- Au nord du Segura (d'ouest en est et du sud au nord) : San-Pedro, Cathédrale, San-Juan, Vistabella, San-Antolín, San-Andrés, San-Nicolás, Santa-Catalina, San-Bartolomé, San-Lorenzo, Santa-Eulalia, San-Antón, San-Miguel, La Fama, La Paz, San-Basilio, El Ranero, Santa-María-de-Gracia, Vistalegre, la Flota, Espinardo[4],[5].

### Généralités
Elle est située à une moyenne de 43 mètres d'altitude[réf. nécessaire], dans la vallée du Segura.
Le lieu le plus connu de Murcie est sa zone horticole qui recouvre une grande partie de la commune, la huerta. C'est une ville de plaine mais avec des collines qui entourent la vallée du Segura ; on note en particulier celle de Monteagudo où se trouve un château arabe du Moyen Âge.

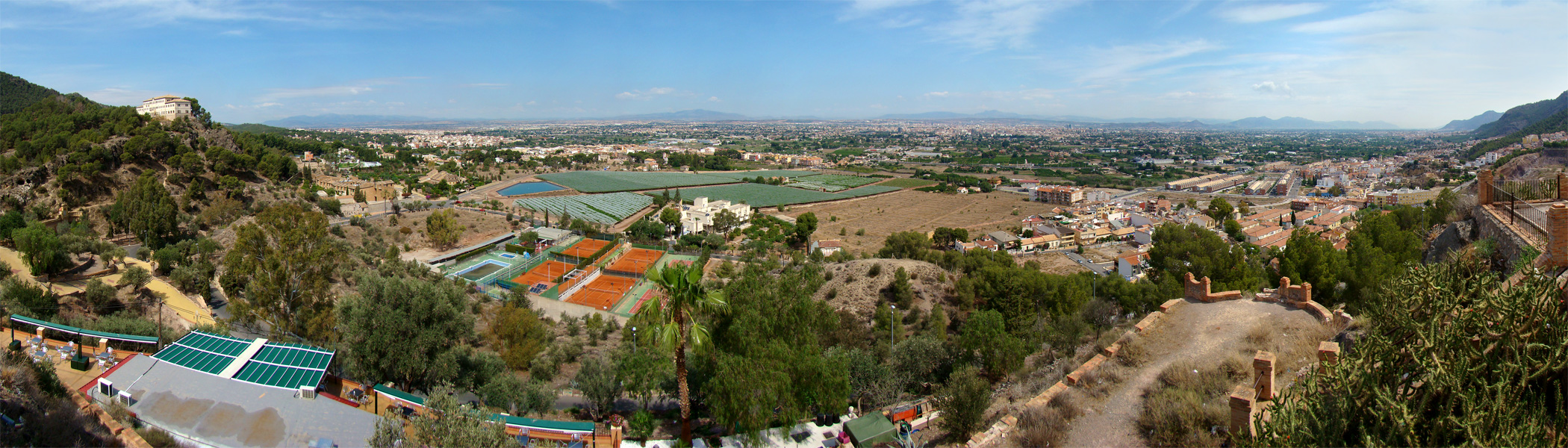
Vue panoramique sur Murcie.

### Hydrographie
Le fleuve Segura arrive sur la commune par le nord-ouest, descend au sud-est jusqu'à Murcie, puis remonte vers le nord-est pour rejoindre la commune d'Orihuela.
Après avoir passé la ville de Murcie, il reçoit en rive droite (côté sud) le Guadalentín.
Le régime pluvial méditerranéen du Segura est caractérisé par de faibles débits mais de fortes crues, comme celles de 1946, 1948, 1973 ou de 1989 qui ont inondé la capitale murcienne.[réf. nécessaire]

### Montagnes et collines
La vallée de la rivière Segura est entourée de deux chaînes de montagnes : les Monts Guadalupe, Espinardo, Cabezo de Torres, Esparragal et Monteagudo au nord ; et la Cordillère Sud au sud. La municipalité elle-même est divisée en zones du sud et du nord par une série de chaînes de montagnes, la Cordillera Sur susmentionnée (Carrascoy, El Puerto, Villares, Columbares, Altaona et Escalona). Ces deux zones sont connues sous le nom de Champ de Murcie (au sud de Cordillera Sur) et Verger de Murcie (la vallée de Segura au nord de Cordillera Sur). Près du centre de la plaine, la colline escarpée de Monteagudo dépasse spectaculairement.

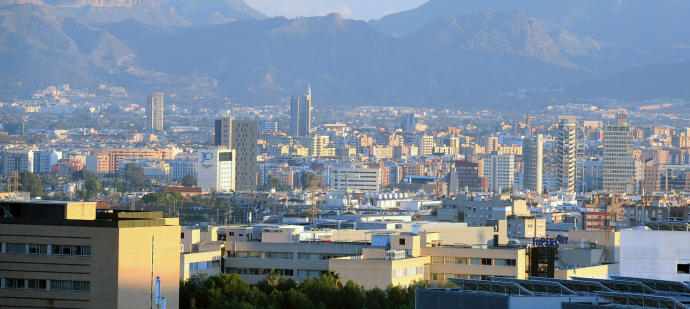
Vue aérienne sur la ville de Murcie.

### Climat

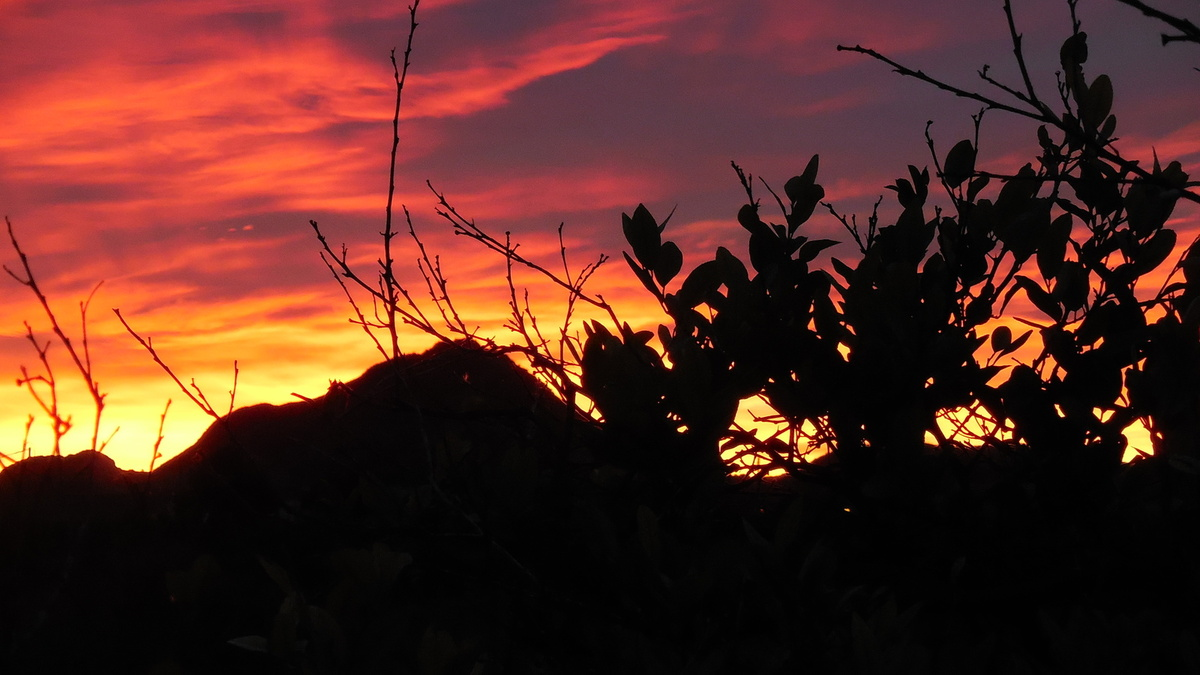
Coucher de soleil sur Murcie.

Murcie a un climat semi-aride chaud (BSh) selon la Classification de Köppen, typique de la région dans laquelle elle se trouve. La ville possède des étés longs et torrides et des hivers courts et doux. En été, les températures moyennes maximales figurent parmi les plus élevées des plus grandes villes de l'Espagne et sont similaires à des villes comme Séville ou Tucson. La température moyenne de juillet qui est le mois le plus chaud est d'environ 36 °C. Chaque année, les températures dépassent souvent les 38 °C durant l'été et, certaines fois, les 45 °C. En moyenne, chaque année les températures dépassent 35°C sur plus de 33 jours. La plus longue période où la température était équivalente ou supérieure à 35°C, a été de 54 jours en 2012, soit de mai à octobre. À titre de comparaison, la ville de Paris a eu un total record de 11 jours en 1911. Murcie connaît en moyenne plus de 320 jours de soleil par an. Le 4 juillet 1994, la température a atteint 47.2°C faisant de cette journée la plus chaude de Murcie.
Le climat y est assez aride, très peu pluvieux, et le temps est clair et ensoleillé la plupart du temps. La ville reçoit des précipitations limitées à 296 mm par an. Sa pluviométrie est comparable à celle de Tucson en Arizona qui elle reçoit 293 mm par an. Les précipitations sont rares durant la majeure partie de l'année, malgré quelques périodes pluvieuses durant les mois du printemps et de l'automne. Certaines peuvent provoquer des crues ou des inondations. Le mois le plus pluvieux de l'année est octobre avec 36 mm en moyenne, juillet est le plus sec avec seulement 3 mm en moyenne.
Cette région aride est attractive l'hiver pour les touristes, comparé au climat hivernal plus froid du centre du pays. En effet, Murcie possède aussi un climat subtropical avec une température moyenne annuelle de 18.5 °C qui est donc supérieure à l'isotherme du subtropical qui est de 18 °C.
La température ne descend presque jamais en dessous de 0 °C. Néanmoins, si l'on s'éloigne de la zone urbaine, dans les zones périphériques, le risque de gel est largement plus fréquent. La température la plus basse enregistrée à Murcie est de -7.5 °C le 28 décembre 1940. La neige est très rare à Murcie et ne tombe que dans des cas exceptionnels.
| Mois                              | jan. | fév. | mars | avril | mai  | juin | jui. | août | sep. | oct. | nov. | déc. | année |
| --------------------------------- | ---- | ---- | ---- | ----- | ---- | ---- | ---- | ---- | ---- | ---- | ---- | ---- | ----- |
| Température minimale moyenne (°C) | 4,4  | 5,5  | 7,5  | 9,6   | 13,1 | 17,3 | 20,2 | 20,9 | 17,7 | 13,6 | 8,4  | 5,3  | 11,9  |
| Température moyenne (°C)          | 10,5 | 11,8 | 14,2 | 16,5  | 20,1 | 24,4 | 27,3 | 27,6 | 24,1 | 19,7 | 14,4 | 11,1 | 18,5  |
| Température maximale moyenne (°C) | 16,7 | 18,2 | 20,9 | 23,4  | 26,9 | 31,4 | 34,3 | 34,4 | 30,4 | 25,8 | 20,3 | 17   | 25    |
| Record de froid (°C)              | −7,5 | −3,9 | −2,4 | 0     | 4    | 8    | 13   | 14   | 9,6  | 4,4  | −1   | −6   | −7,5  |
| Record de chaleur (°C)            | 27,2 | 30,9 | 33,3 | 37,2  | 42,6 | 44   | 47,2 | 44,8 | 44,6 | 37,2 | 31   | 27   | 47,2  |
| Ensoleillement (h)                | 189  | 190  | 223  | 256   | 289  | 323  | 353  | 317  | 239  | 217  | 186  | 172  | 2 967 |
| Précipitations (mm)               | 27   | 27   | 30   | 25    | 28   | 18   | 3    | 8    | 32   | 36   | 32   | 29   | 297   |

| Diagramme climatique                                  |           |           |           |            |            |           |           |            |            |           |         |
| J                                                     | F         | M         | A         | M          | J          | J         | A         | S          | O          | N         | D       |
| 16,74,427                                             | 18,25,527 | 20,97,530 | 23,49,625 | 26,913,128 | 31,417,318 | 34,320,23 | 34,420,98 | 30,417,732 | 25,813,636 | 20,38,432 | 175,329 |
| Moyennes : • Temp. maxi et mini °C • Précipitation mm |           |           |           |            |            |           |           |            |            |           |         |

### Faune et flore

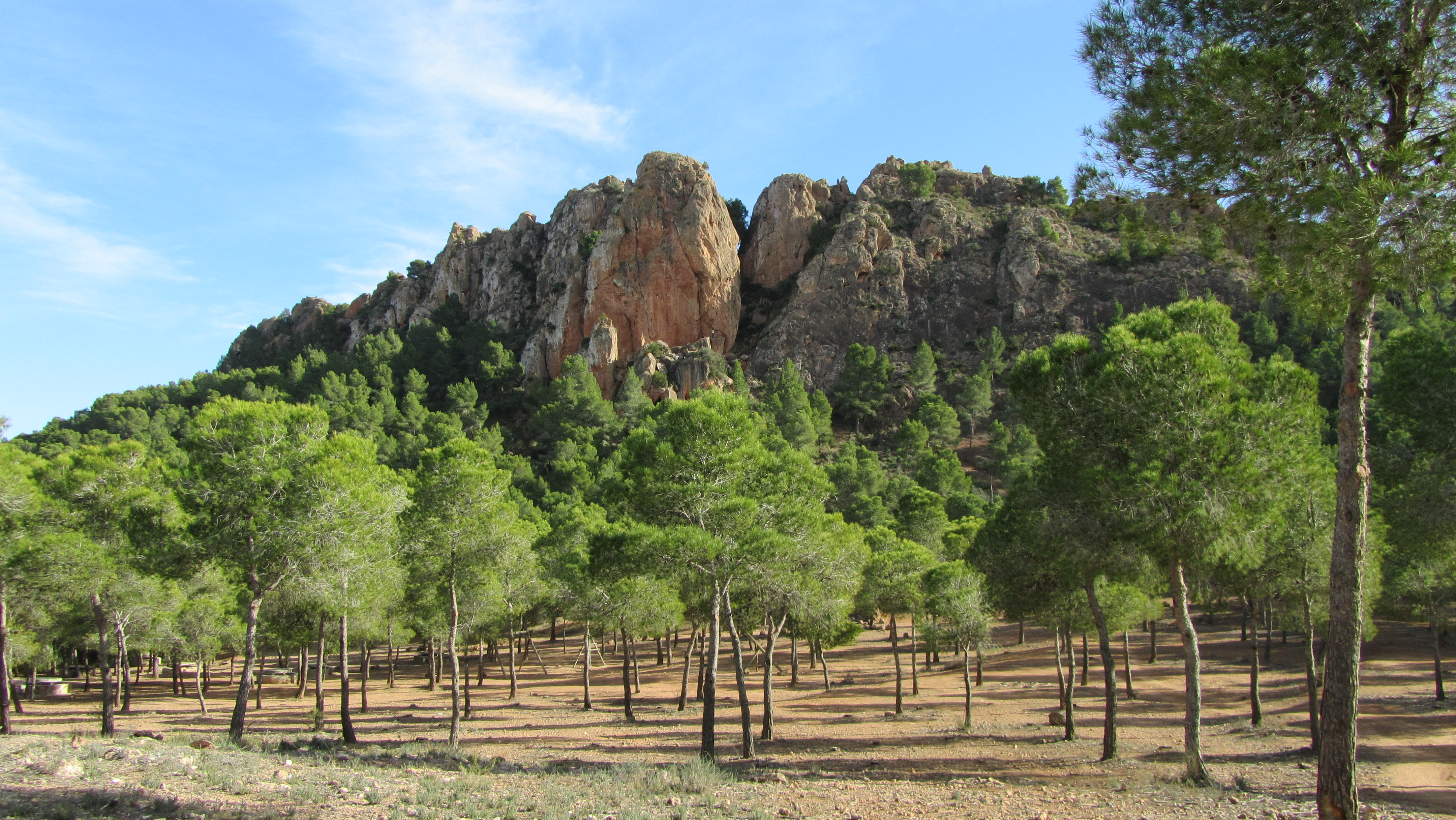
Pic de la Crête du coq, entouré de pins d'Alep ou Pinus halepensis.

Les paysages de la région de Murcie sont très variés. On y trouve par exemple des badlands, des forêts de pins d'Alep dans les montagnes de la Cordillère Sud et des zones sèches typiquement méditerranéennes dans la campagne de Murcie.
La majeure partie du parc régional de « El Valle y Carrascoy » appartient à la commune de Murcie et constitue son poumon vert.
Dans le parc, la faune est essentiellement composée d'oiseaux et plus précisément de rapaces : des aigles de Bonelli, des aigles royaux, des Circaètes Jean-le-Blanc, des aigles bottés et des faucons pèlerins.

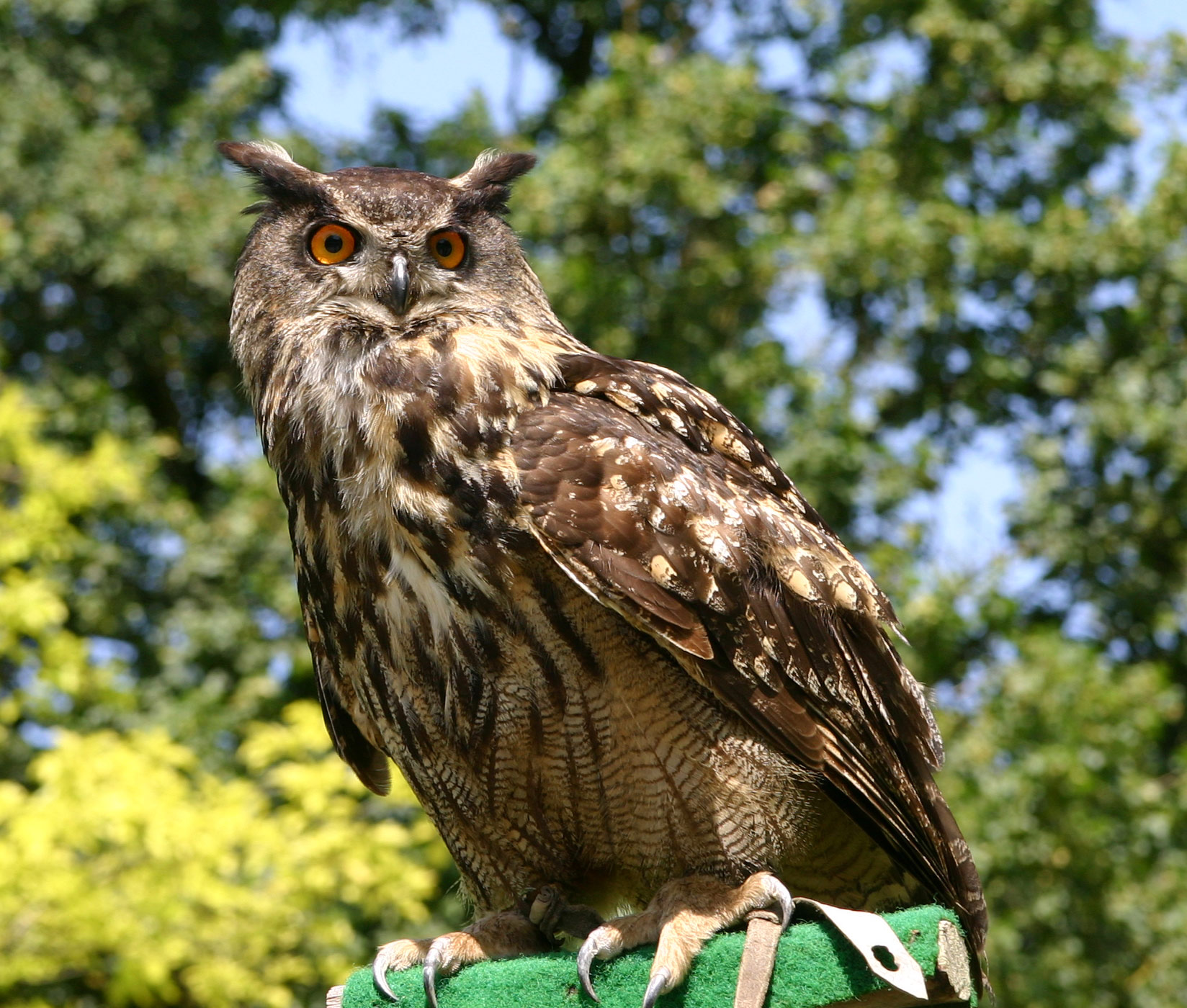
Grand-Duc d'Europe, espèce très répandue dans la chaîne de montagne à proximité de Murcie.

Le Grand-Duc est quant a lui très présent dans la région. Sa population est la plus importante du pays et même la plus dense au monde.
On rencontre aussi de nombreux mammifères tels que des sangliers, des renards, des chats sauvages (Felis Silvestris) ou encore des mustélidés tels que la fouine, le blaireau et la belette. On y a également répertorié sept espèces de chauve-souris.
La végétation du parc est principalement constituée d'une forêt de pins d’Alep. Son sous-bois, typique de la région méditerranéenne, possède un sol riche où poussent principalement des lentisques, des oliviers, des palmiers nains, des genévriers, de l'aubépine et des chênes des garrigues ou chêne kermès.

## Histoire

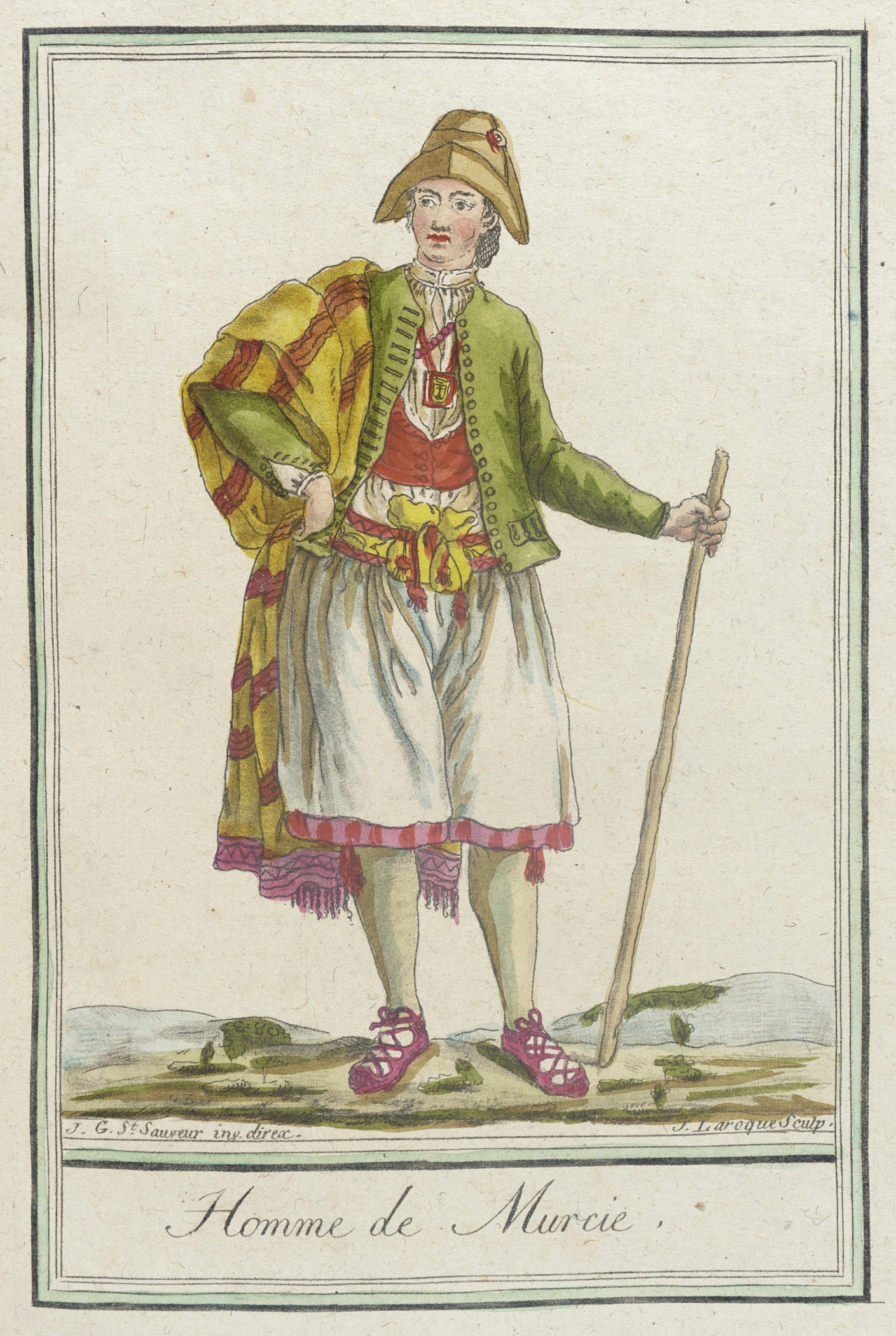
Homme en tenue traditionnelle de Murcie.

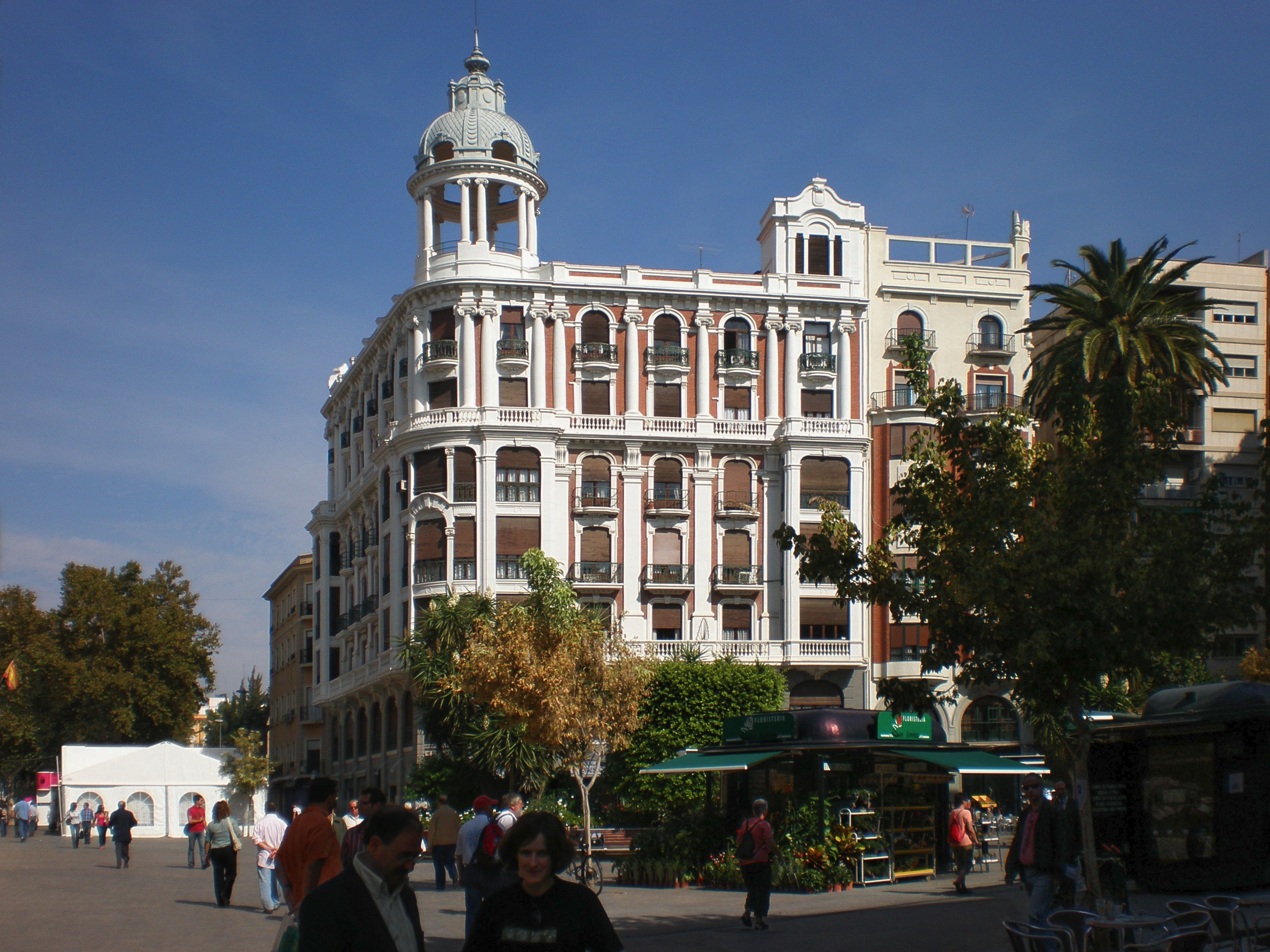
La place Santo Domingo.

La période préhistorique de la région de Murcie reste encore assez mal connue. Les travaux de fouilles restent insuffisants, d'autant que la présence des natifs à l'âge du bronze et à l'âge du fer tendent à se confondre avec celle des colons phéniciens et grecs. Il apparaît cependant que les échanges entre les habitants de la région et les peuples de la Méditerranée orientale deviennent constants et progressifs à partir du VIIIe siècle avant notre ère. Les découvertes archéologiques ont par exemple mis au jour des barques d'origine phénicienne datant du VIIe siècle avant notre ère sur la côte près de la ville de Mazarrón.
Murcia (Murtia en latin) était une villa romaine. Les Romains ont notamment créé la huerta, des digues etc.[réf. nécessaire][Pas dans la source]
Ensuite, à partir du Ve siècle, la ville a vu l'arrivée des Wisigoths.
Le christianisme s'y est répandu à cette période, comme en témoigne le mausolée d'Alberca.
Murcie a été fondée sous le nom de Mursiya مورسيا en 831 par l'émir de Cordoue Abd al-Rahman II. Les musulmans, profitant du cours du fleuve Segura proche de la ville, ont construit un réseau hydraulique complexe (canaux d'irrigation, canalisations, barrages, aqueducs) qui a donné sa prospérité à la ville et à l'ensemble de la région. Ils sont les précurseurs de l'actuel système d'irrigation à partir du fleuve Segura.
À la chute du califat en 1031, Murcie fit successivement partie des royaumes d'Alméria, Tolède et Séville[Pas dans la source], avant d'être intégrée à l'empire Almoravide. La chute de ce dernier permet à Murcie de devenir la capitale d'un royaume entre 1147 et 1172, avec Muhammad Ibn Mardanis. La prospérité de la ville est telle que sa monnaie sert de référence à toute l'Europe. Murcie se fait également connaître par sa céramique, largement exportée dans les villes italiennes, et c'est à Murcie que l'élevage du ver à soie et la fabrication du papier font leur apparition en Europe. Murcie finit par être conquise par les Almohades. La déliquescence de leur empire permet à Ibn Hud de faire de Murcie à nouveau la capitale d'un royaume indépendant, de 1223 à 1243. Par le traité d'Alcaraz, en 1243, Alphonse X de Castille fait de Murcie un protectorat, se donnant ainsi un accès à la Méditerranée et permettant à Murcie de se prémunir contre les Grenadins et les Aragonais. Mais la ville subit rapidement la colonisation chrétienne, ce qui contribue à faire éclater une révolte de 1264-6. En 1296, elle est conquise par Jacques II d'Aragon puis, par le traité de Torrellas en 1304, revient à la Castille en tant que capitale du royaume de Murcie, sans retrouver la prospérité.
Murcie est la ville natale du célèbre mystique Ibn Arabî (1165, Murcie - 1240, Damas), ainsi que des poètes Ibn al-Jinan (mort en 1214) et Ibn Hazmun.
En 1651, Murcie est rasée par la fureur du fleuve Segura qui fait plus de 1 000 morts. Mais l'industrie de la soie lui permet une nouvelle prospérité au XVIIIe siècle. C'est de cette époque que datent une bonne partie des bâtiments de la ville.
Depuis la création des provinces au XIXe siècle, elle est la capitale de la province de Murcie et, depuis 1982, de la région homonyme.
Marcel Proust, dans son roman À la recherche du temps perdu, au chapitre « Un amour de Swann », évoque les inondations de Murcie alors qu'il relate les tendres lettres adressées par Odette à Charles Swann dont l'une « qu'elle lui avait fait porter à midi de la Maison Dorée » : « c'était le jour de la fête de Paris-Murcie donnée pour les inondés de Murcie ». Une fête des inondés a en effet été donnée en 1879 à l'Hippodrome de Paris. À cette occasion un journal a été vendu au profit des sinistrés : le directeur de l'agence Havas, Édouard Lebey, a présidé la composition de ce document de 26 pages, y ont collaboré Émile Augier, Alexandre Dumas fils, Victorien Sardou, Jules Simon, Alfred Naquet, le duc de Broglie, Victor Hugo, Alphonse Daudet, Paul Déroulède, etc. Le frontispice est dessiné par Gustave Doré.
Ces dernières années, Murcie a connu une croissance démographique spectaculaire, qui en a fait la septième commune la plus peuplée d'Espagne.

## Principales attractions touristiques

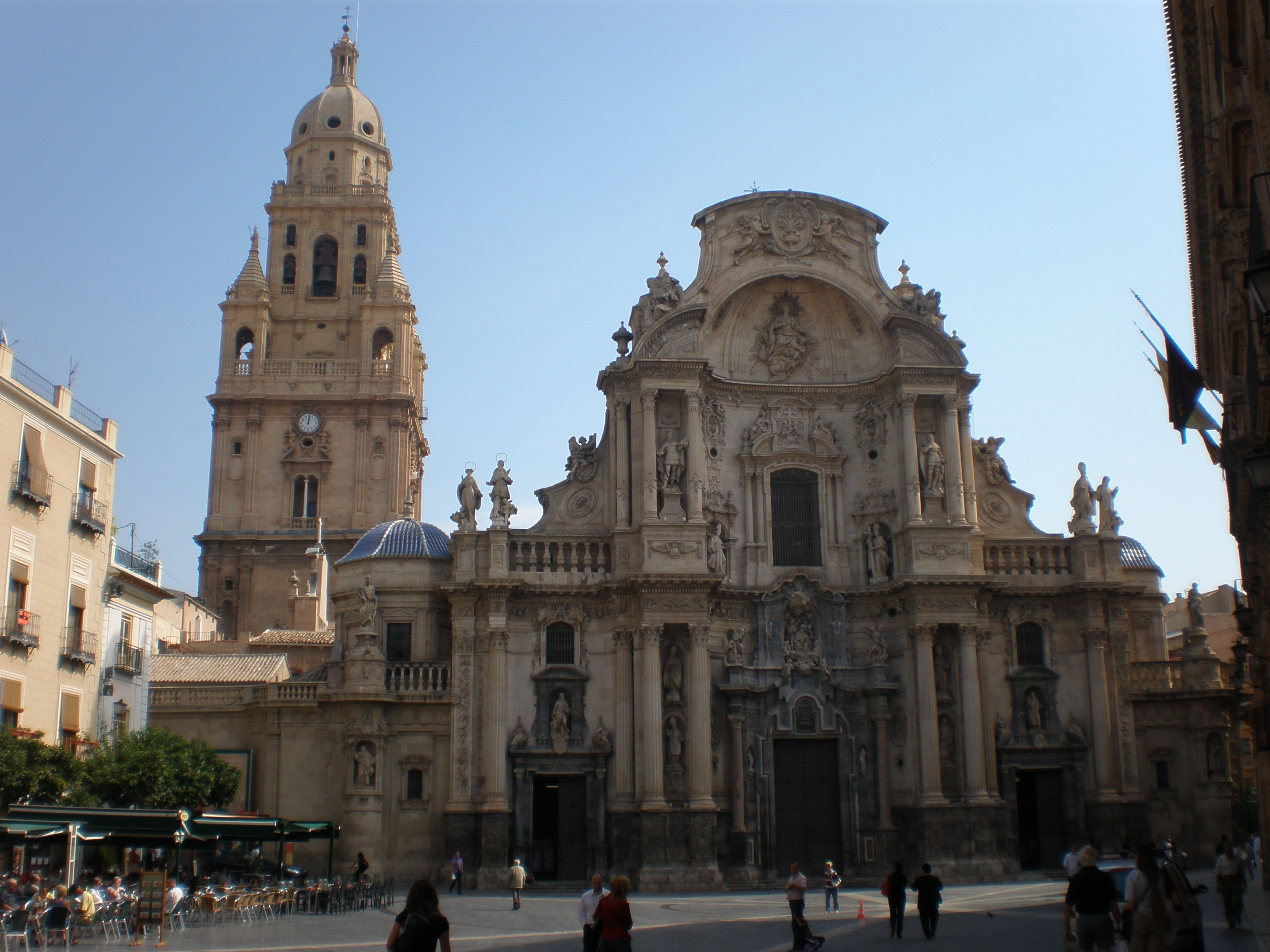
Cathédrale de Murcie.

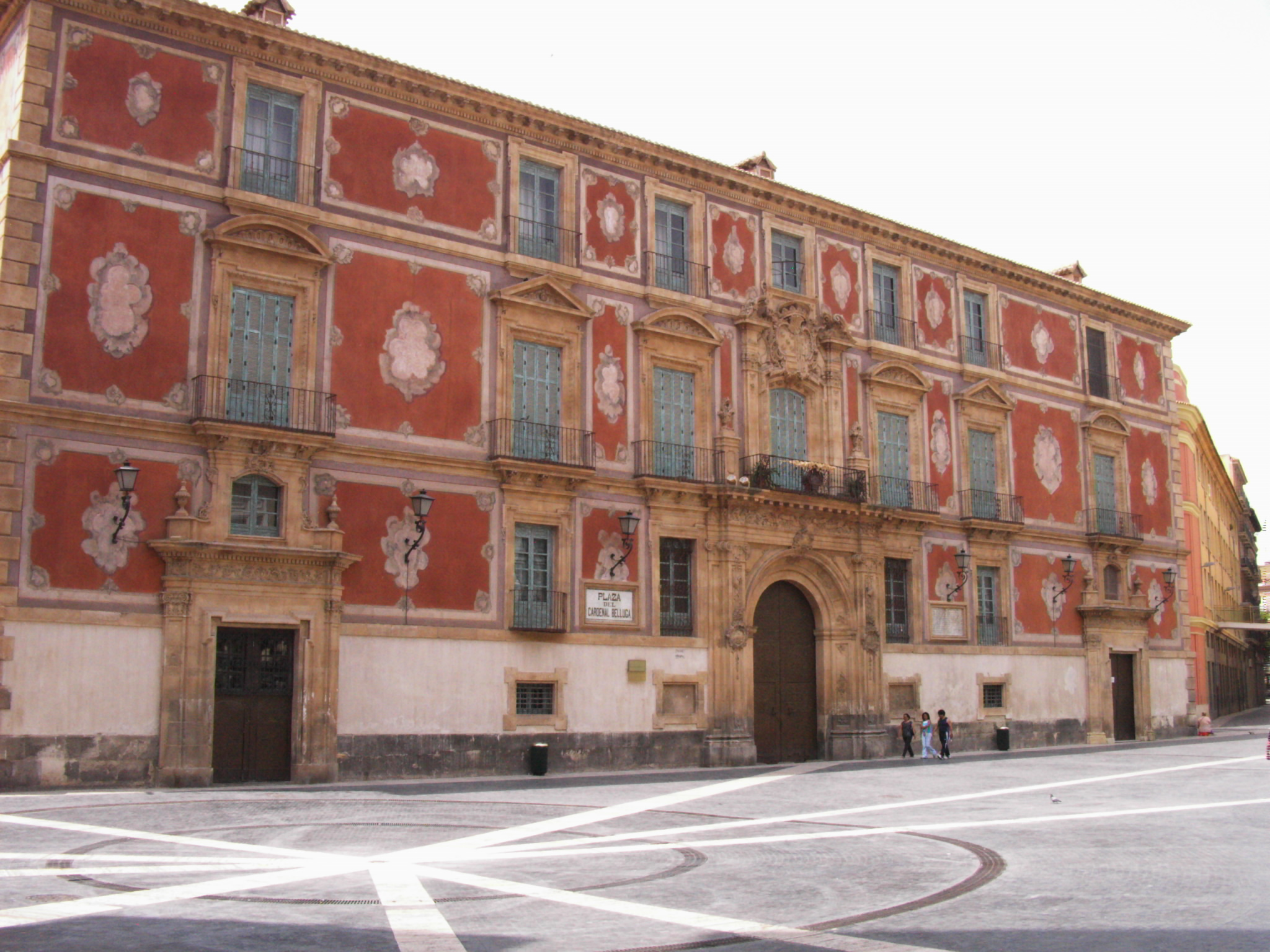
Palais épiscopal.

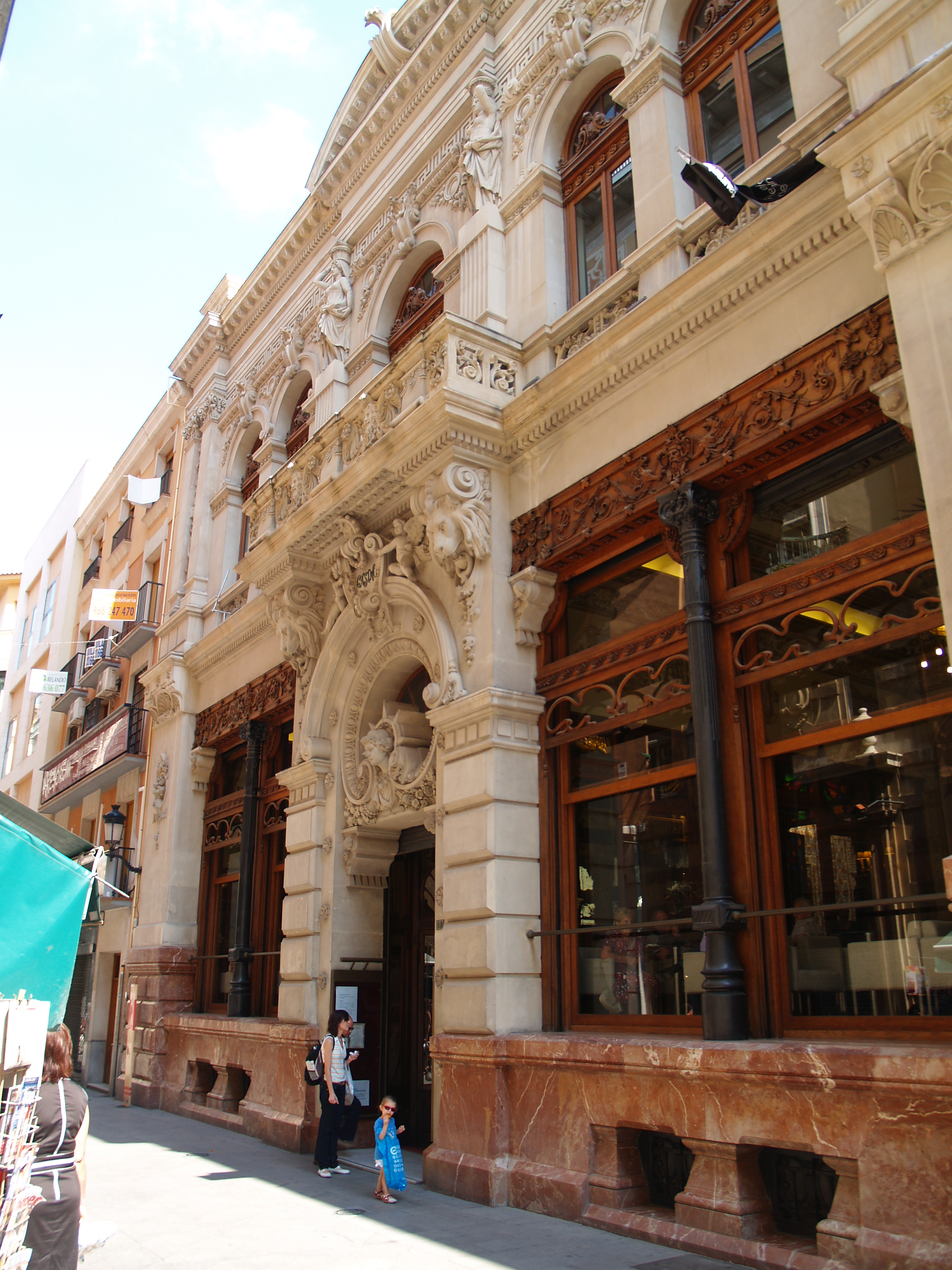
Façade du casino de Murcie sur la Calle Trapería.

La cathédrale de Murcie fut construite entre 1394 et 1465 dans le style gothique castillan. Sa tour fut complétée en 1792 et présente un mélange de styles architecturaux. Les deux premiers étages furent construits dans un style Renaissance (1521-1546), tandis que le troisième est de style baroque. Le clocher suit une influence rococo et néoclassique. La façade principale (1736-1754) est considérée comme un chef d’œuvre du style baroque espagnol.
Dans le même coin que la cathédrale se trouvent également le palais de l’Évêque (XVIIIe siècle) et une extension controversée de l’hôtel de ville par Rafael Moneo (construit en 1999).
Le Glorieta, situé sur les rives de la rivière Segura, a toujours été le centre de la ville. C’est un agréable coin paysager de la ville construit durant le XVIIIe siècle. L'ayuntamiento de Murcie est situé à cet endroit.
La majorité de la vieille ville est piétonne. La vieille ville comprend un club social, le Casino, construit en 1847, dont l’intérieur est somptueux.
D’autres endroits autour de Murcie méritant d’être mentionnés incluent :
- le monastère Santa Clara, monument gothique et baroque où est situé un musée avec les restes du palais des Maures datant du XIIIe siècle, appelé Alcázar Seguir ;
- le boulevard Malecón, servant précédemment à contenir les eaux du Río Segura ;
- le monastère de Los Jerónimos (XVIIIe siècle) ;
- le théâtre Romea (XIXe siècle) ;
- le palais Almudí (XVIIe siècle), un monument historique avec des blasons sur sa façade et des colonnes toscanes à l’intérieur. Depuis 1985, il héberge les archives de la ville et certaines expositions ;
- le château de Monteagudo (XIe siècle) ;
- le musée Salzillo ;
- le musée-église San-Juan-de-Dios, une église circulaire baroque et rococo avec les restes du palais-mosquée maures au sous-sol datant du XIIe siècle et appelés Alcázar Nasir.

### Ponts
Plusieurs ponts de divers styles enjambent le fleuve Segura qui traverse Murcie. Le plus ancien date du XVIIIe siècle et les plus récents sont l’œuvre de célèbres architectes contemporains.
- le Pont des Dangers (ou Vieux Pont) (1742), fut construit en pierre et flanqué d'une chapelle néoclassique consacrée à la Vierge des Dangers, ce qui explique son nom. C’est le plus ancien de la ville et le seul qui a résisté à toutes les crues ;
- le Pont Neuf (ou Pont de fer) (1903), pont métallique qui est qualifié de « neuf» bien qu'il soit le deuxième pont le plus ancien de la ville ;Le Pont Neuf ou Pont de Fer.

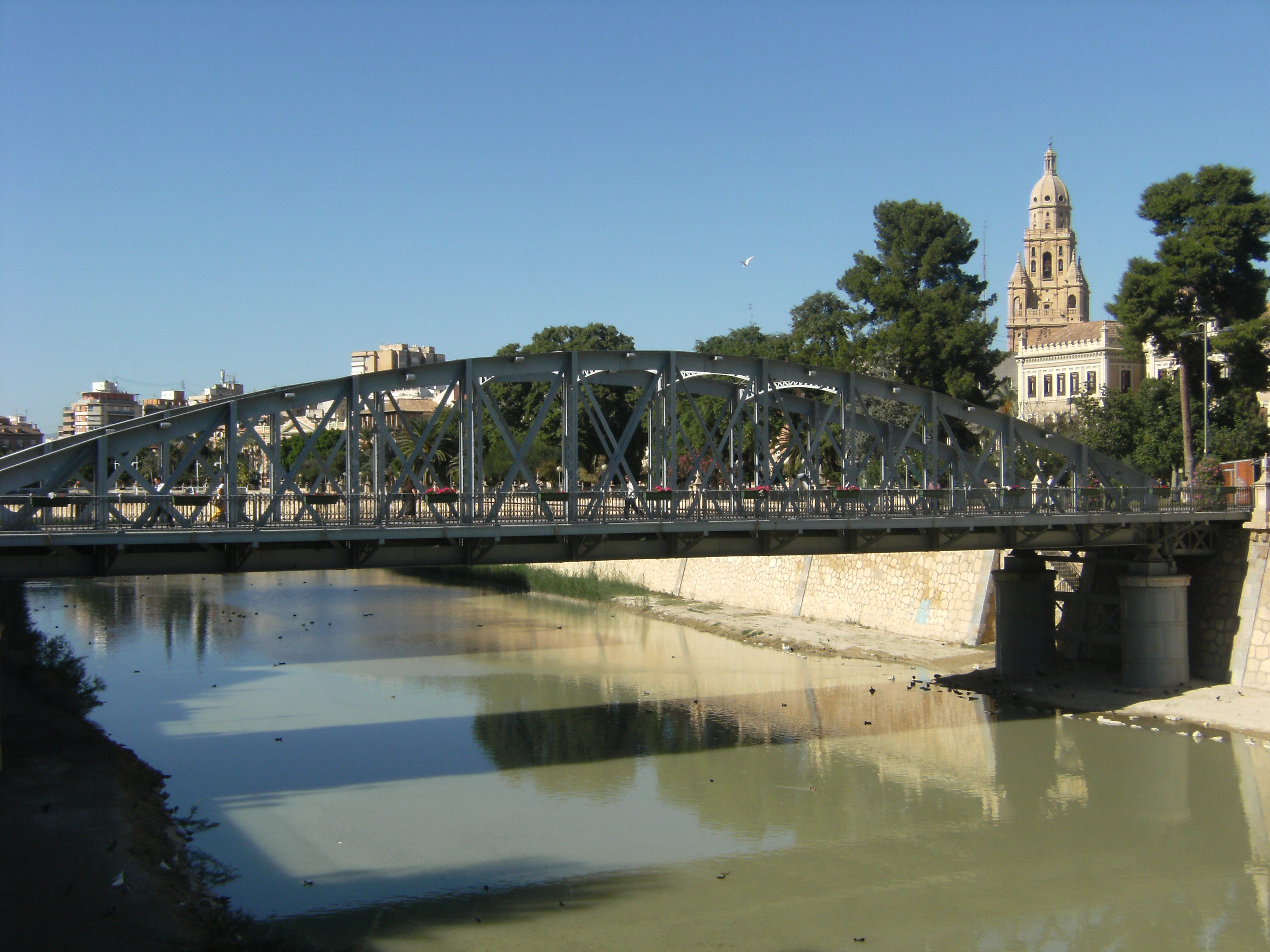
Le Pont Neuf ou Pont de Fer.

- la passerelle Miguel Caballero (ou Pont du Marteau) (1967-1969), troisième pont qui fut construit pour relier le quartier du Carmen au centre historique ;
- le pont de l'Hôpital (1973), agrandi et redessiné par Santiago Calatrava ;
- le pont de Vistabella ou passerelle piétonne Jorge Manrique (1995-1997) conçu par Santiago Calatrava dont le tablier en verre pose un problème.Passerelle piétonne Jorge Manrique ou pont Vistabella.

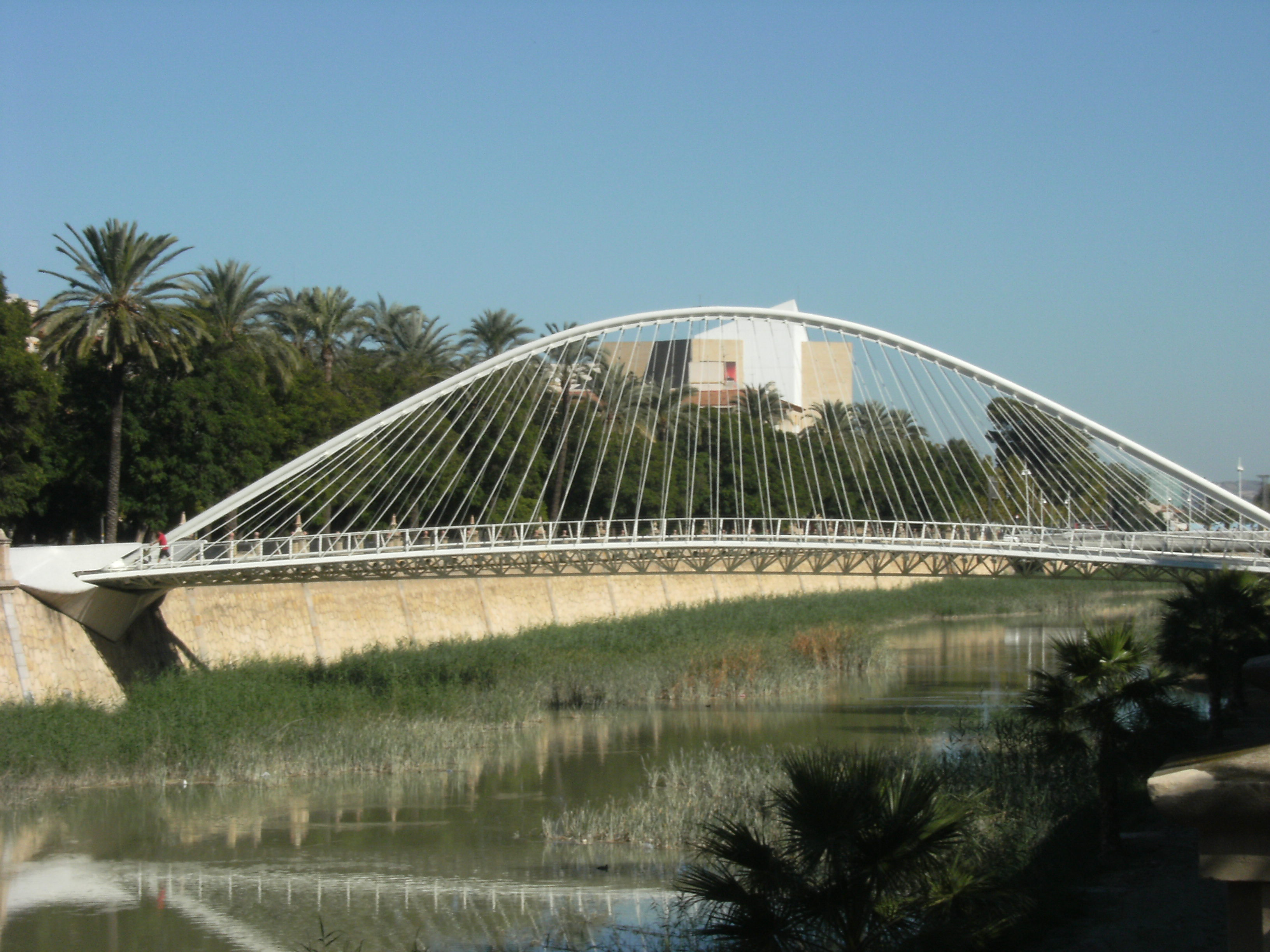
Passerelle piétonne Jorge Manrique ou pont Vistabella.

- la passerelle de la jetée (1997), œuvre de Javier Manterola, est une passerelle piétonne située sur une île au milieu du fleuve dont les haubans sont attachés à un mât de plus de 15 mètres;
- le pont des douleurs, communique avec deux grandes avenues : l'avenue de Miguel Induráin et l'avenue des Douleurs.

### Loisirs
Il y a à Murcie un parc zoologique, ouvert depuis 2007, le Terra Natura Murcia. Il a une partie consacrée à la faune africaine et l’autre à celle de la péninsule Ibérique. Enfin, son parc aquatique est le plus grand de la région.
Le Centro de Ocio ZigZag qui est un espace à l'air libre réunissant une grande variété de restaurants et discothèques est un centre de loisirs important.
La Place des Fleurs, celle du Cardinal Belluga, celle de l'Europe ou encore la place Saint-Jean et leurs environs, tout comme les rues adjacentes au campus de la Miséricorde sont les meilleurs endroits où déguster des tapas.
La zone des Tascas située entre les quartiers centraux de Saint-Laurent, Sainte-Eulalie et Saint-Jean, offre de nombreuses possibilités pour sortir le soir.

## Culture
Murcie accueille plusieurs festivals dans différents domaines culturels :
- le festival international du folklore en Méditerranée ;

- le festival international de Murcie et les Trois Cultures : il a lieu en mai et a été créé pour favoriser les rencontres et lutter contre le racisme et la xénophobie. Il veut mettre en avant la compréhension et la réconciliation entre les cultures et les peuples. L'appellation "Trois Cultures" fait référence à la coexistence des cultures chrétienne, juive et musulmane dans la péninsule ibérique au Moyen Âge. Chaque année, le festival invite un pays présenté essentiellement à travers sa musique mais aussi par des expositions et des conférences ;

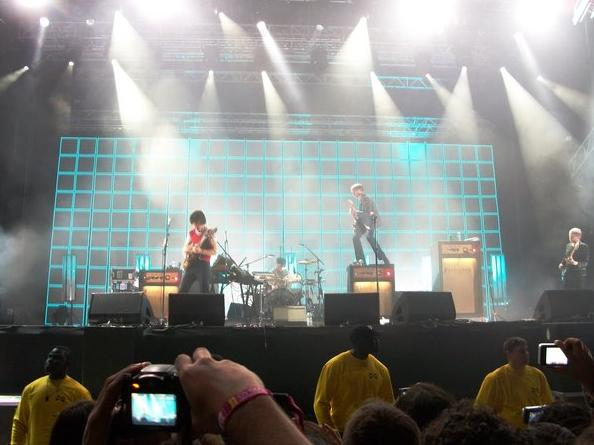
Concert de Franz Ferdinand au festival SOS 4.8.

- Concert de Franz Ferdinand au festival SOS 4.8.Warm Up : anciennement appelé SOS 4.8, ce festival a été créé par le ministère régional de la culture pour moderniser l'image de la ville. Murcie a ainsi trouvé sa place parmi les festivals nationaux. Depuis 2008, le parc des expositions de « La Fica », dans le quartier de Vistabella, accueille cette manifestation qui a lieu le premier week-end de mai ;

- Animal Sound : festival de musique électronique et urbaine qui a lieu chaque année également au parc des expositions pendant deux jours en juin. Chaque année, il met en scène des artistes nationaux et internationaux célèbres ;

- Lemon Pop Festival : festival de musique indépendante organisé en septembre. Il a presque 20 ans d'histoire et des artistes importants tels que Vetusta Morla et Nacha Pop y ont participé.

Intérieur du théâtre Roméa.

Plusieurs théâtres accueilleront les amateurs d'arts scéniques. Le théâtre Romea, situé sur la place de Julián Romea, a été inauguré en 1862 par la reine Isabelle II. Il a depuis souvent changé de nom : d'abord appelé théâtre des Infants puis renommé théâtre de la Souveraineté Populaire, il a dernièrement été rebaptisé en l'honneur de l'acteur murcien Julián Romea.

## Gastronomie typique de la région de Murcie
- Zarangollo : c'est un plat à base d’œufs brouillés mélangés à des courgettes, des oignons et parfois des pommes de terre. On peut aussi rajouter de l'origan et du poivre. Il est souvent servi en apéritif dans les bars de Murcie, généralement tiède ou chaud.
- Michirones : c'est aussi un plat typique du sud-est de l'Espagne. Il s'agit d'un ragout de fèves auquel on ajoute l'os du jambon, du chorizo et du laurier. Il est servi dans une terrine d'argile ou dans une assiette.
- Arroz con liebre : plat typique de la cuisine traditionnelle castillane mais aussi d’autres régions d’Espagne comme la côte Est. Il est composé de lièvre, de riz, de poivron rouge ou vert, de tomate, de vin blanc, de sel et d’huile d’olive.
- Olla gitana : plat typique de la région de Murcie, de la communauté valencienne et d’Andalousie Orientale. Il s’agit d’un pot-au-feu de légumineuses et de légumes variés. Son ingrédient le plus surprenant est la poire.
- Pastel de carne murciano : c'est un plat d'origine arabe. Il s'agit d'un feuilleté fourré de veau, de jambon, de chorizo, d’œufs et de diverses épices.
- Ensalada murciana : salade traditionnelle composée de tomates, d'oignons, d'olives noires, d’œufs, de cabillaud ou de thon[14].
- La paparajote : c'est un dessert traditionnel en forme de beignet, composé de farine, d’œufs, de lait, de sucre et de feuilles de citronniers.

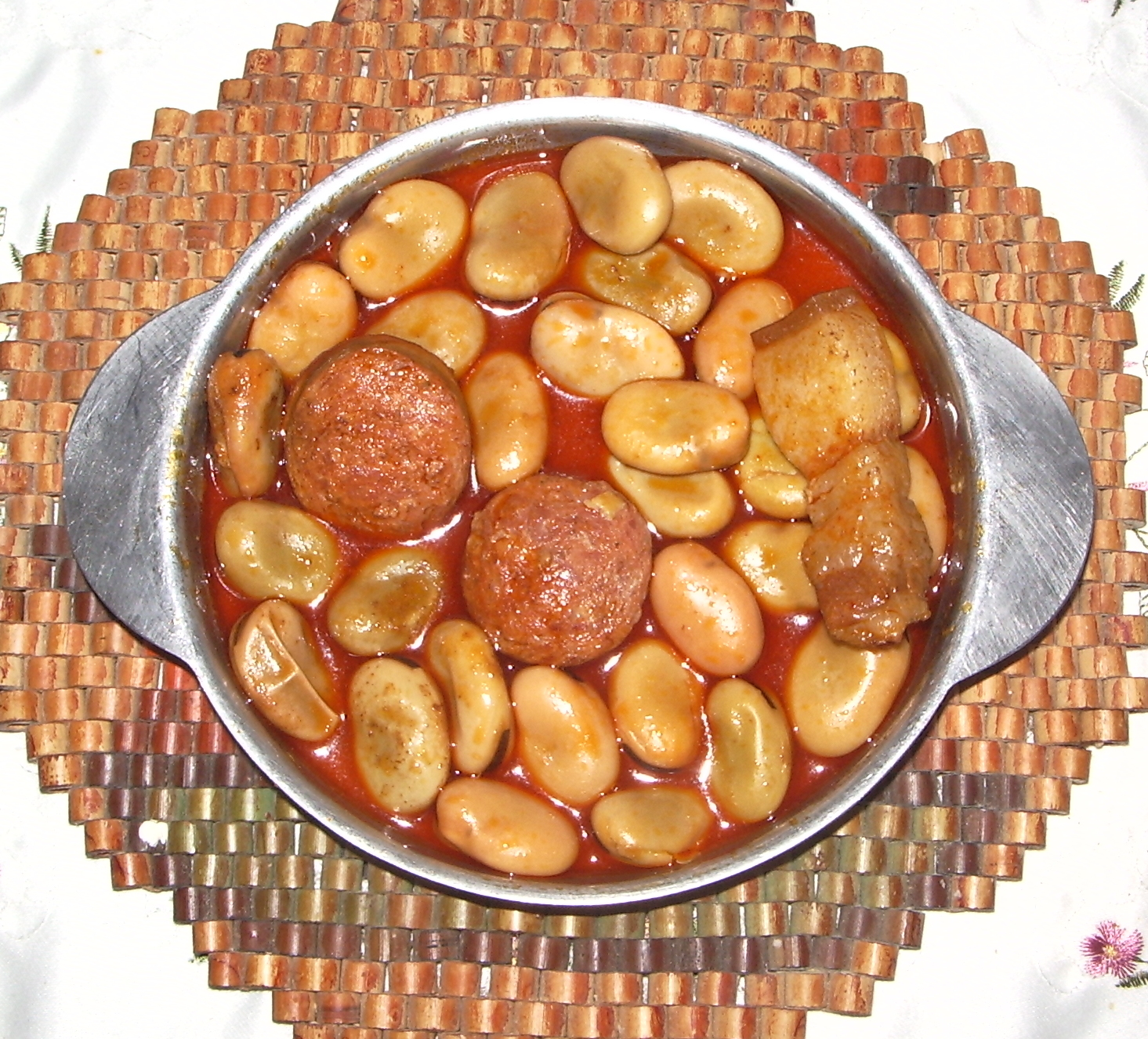
Michirones
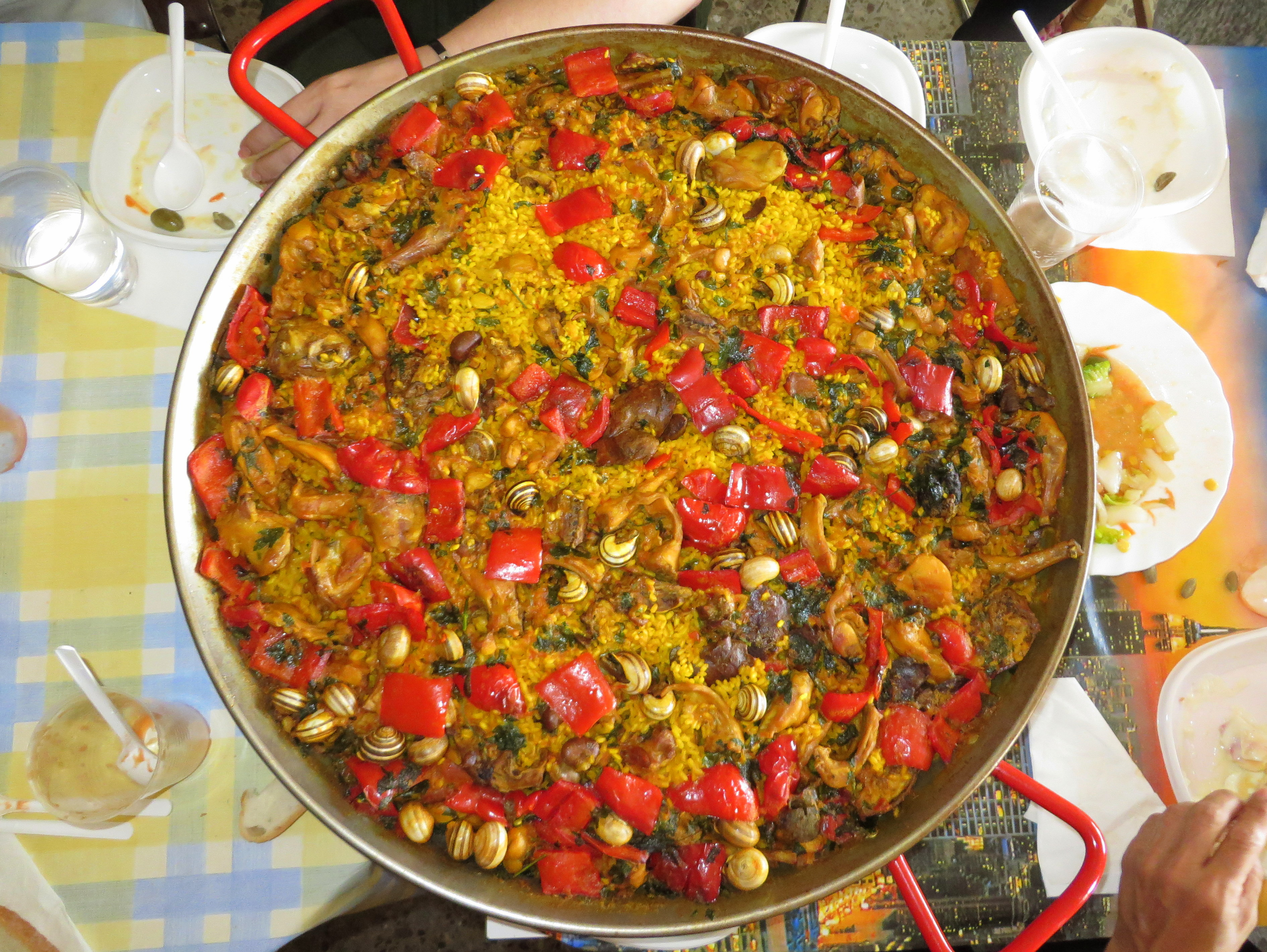
Arroz con conejo y caracoles
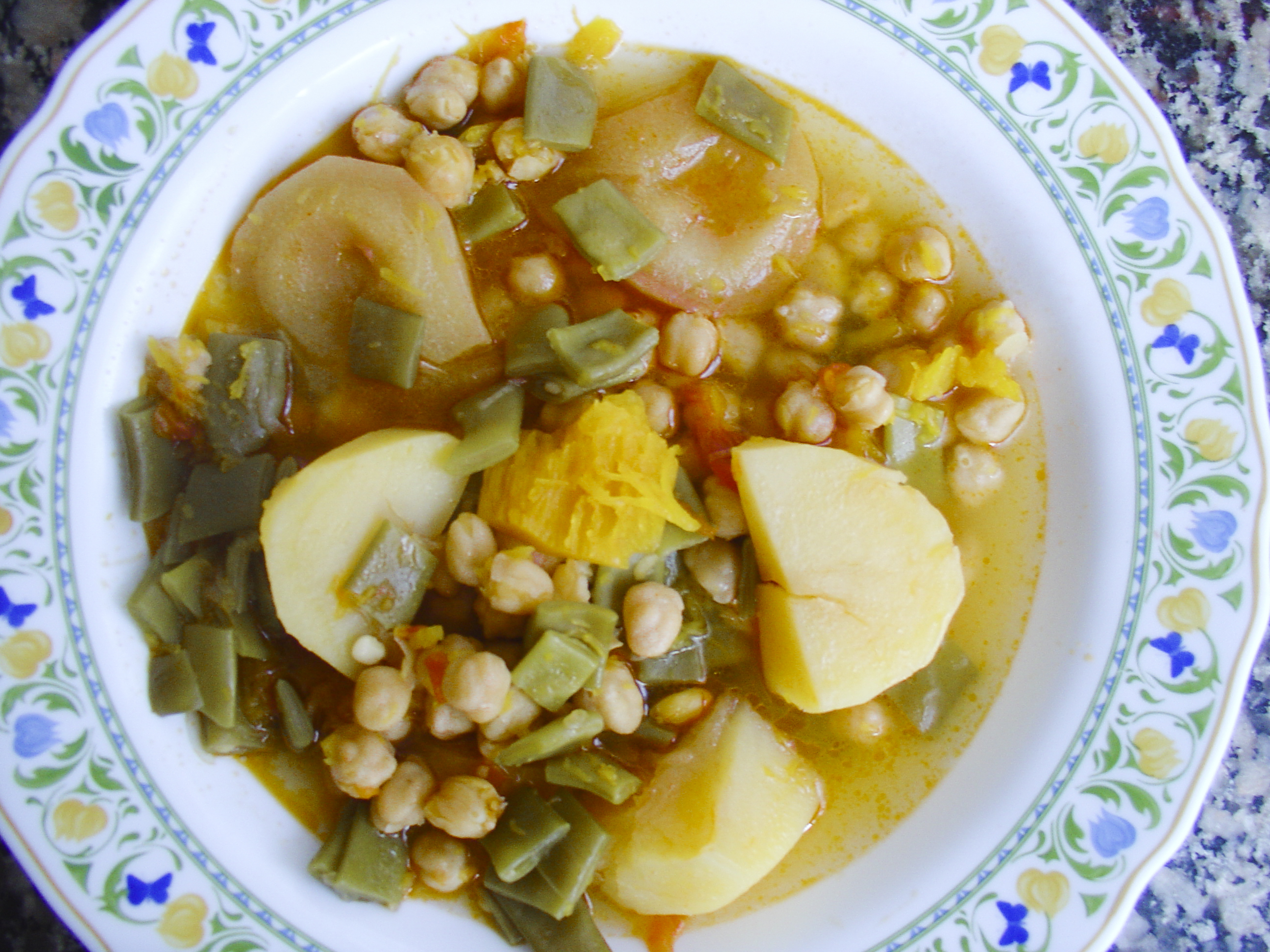
Olla gitana
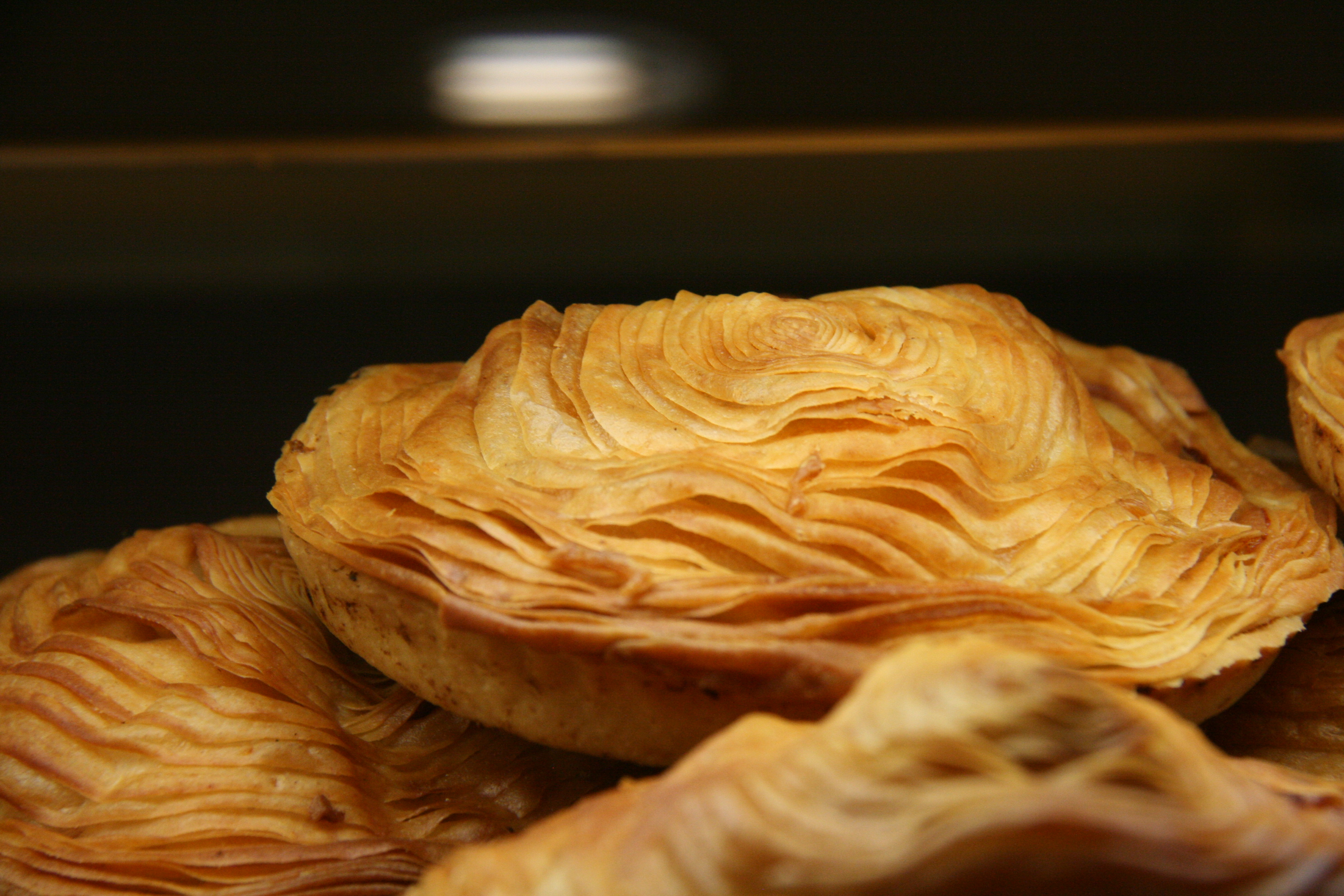
Pastel de carne
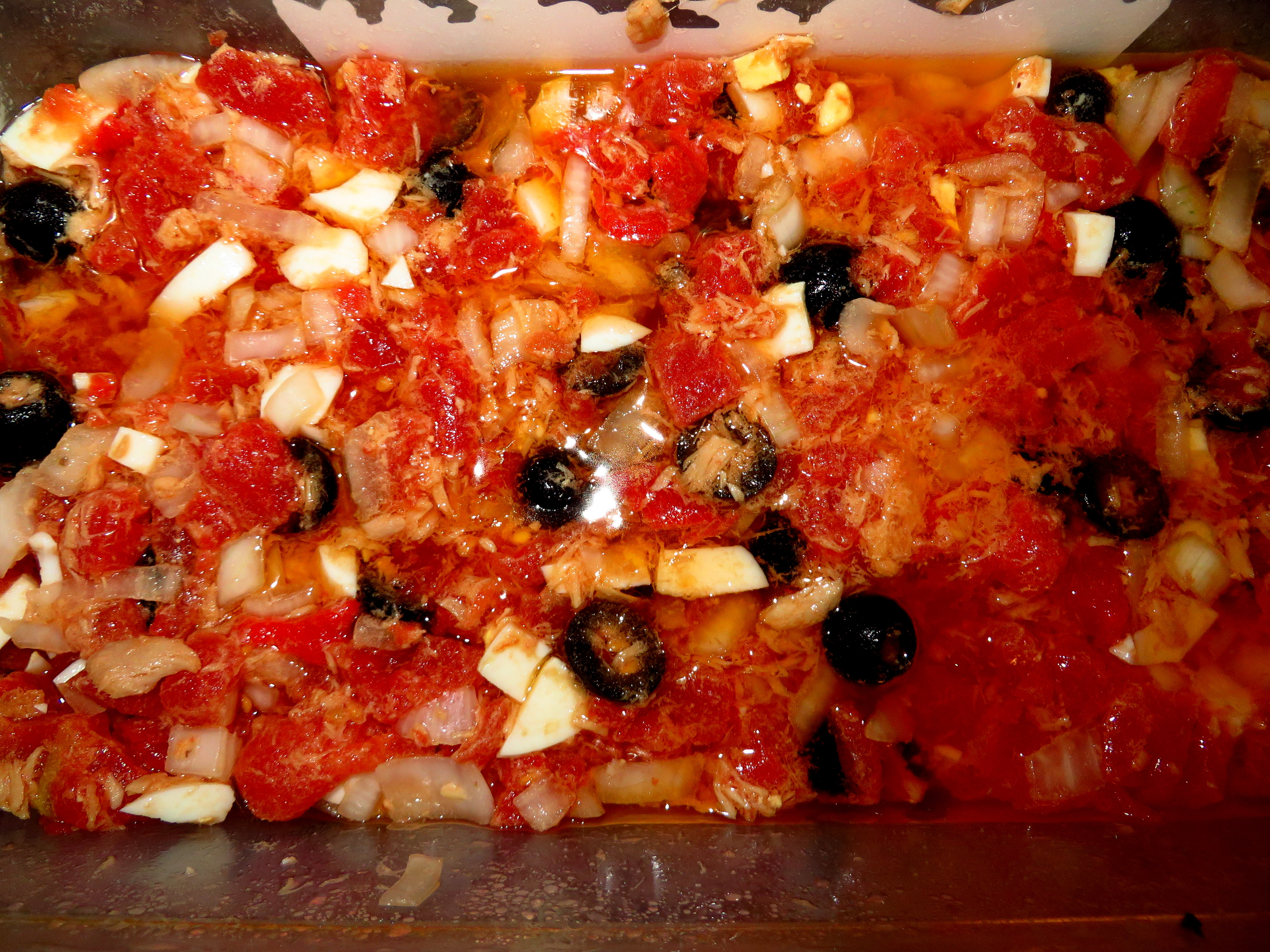
Ensalada murciana
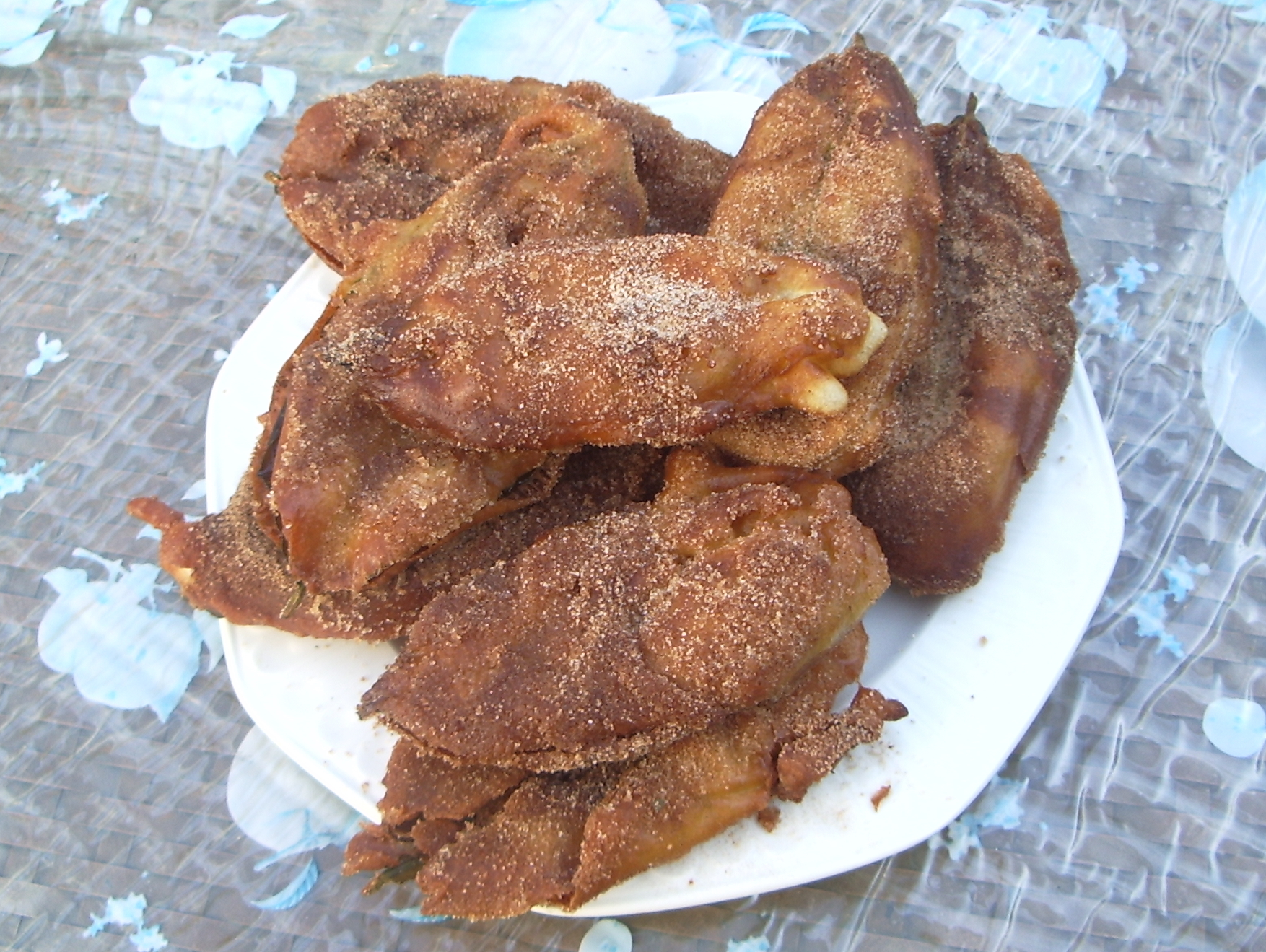
Paparajotes

## Transports

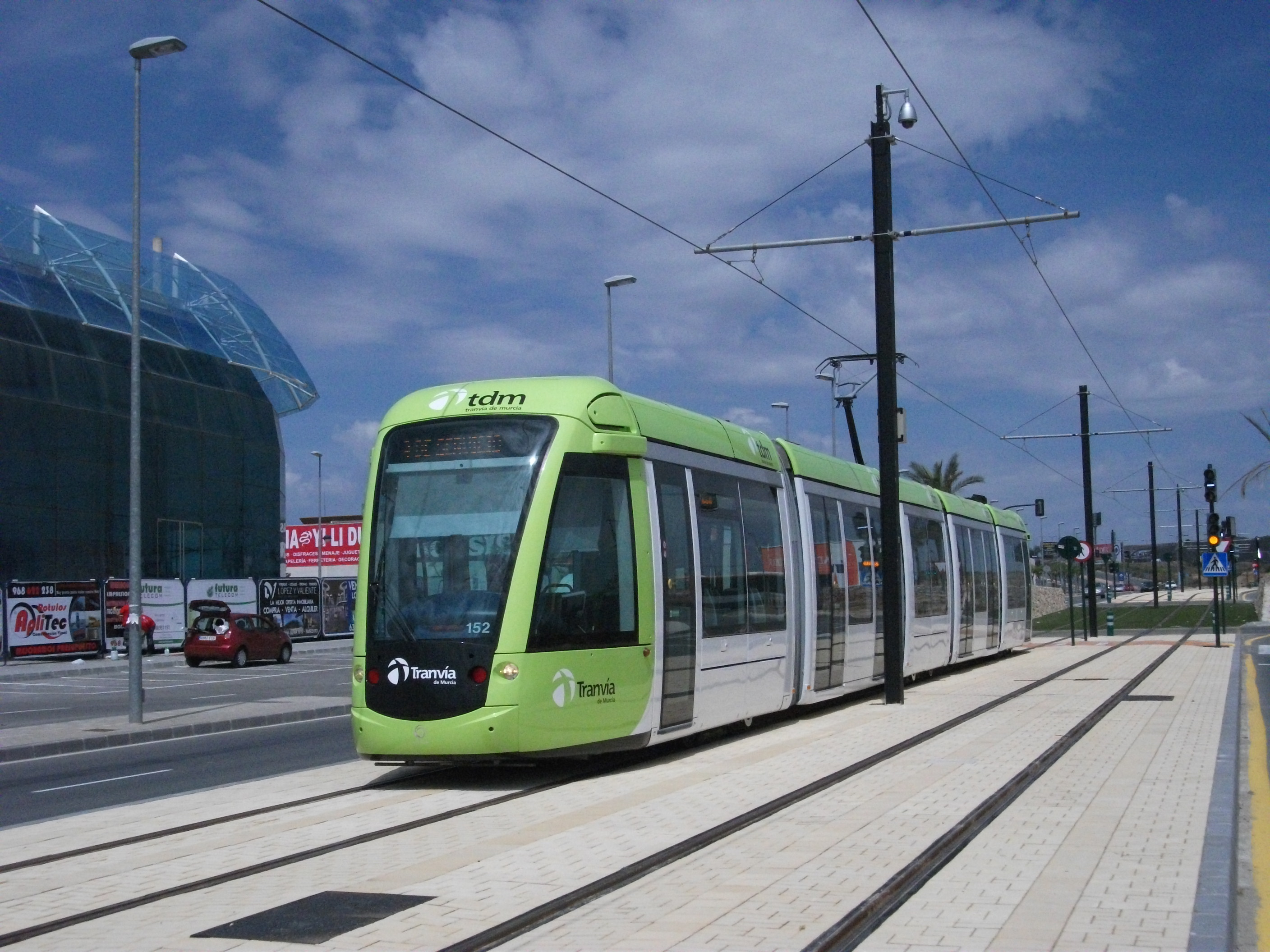
Tram de Murcie.

### Transports par bus et tramway
La ville de Murcie possède une ligne de tramway. Inaugurée en 2011, elle s'étend sur 18 kilomètres et dessert 28 arrêts.
La société LatBus (en) exploite des transports publics à Murcie et ses environs.

### Transports ferroviaires
La société nationale ferroviaire Renfe dessert la gare de Murcia del Carmen située dans le faubourg du même nom.
Plusieurs liaisons relient la ville à Madrid par Albacete, Valence, et la Catalogne jusqu'à Montpellier en France.

### Transports aériens
L'aéroport international de Murcie est situé à 23 km de la ville et est entré en service en janvier 2019. Il a remplacé l'ancien aéroport de Murcie-San Javier situé au bord de la lagune Mar Menor à côté de la petite ville de San Javier à 45 km au sud-est de Murcie, qui n'est plus qu'une base de l'armée de l'air espagnole
L'aéroport de la ville d'Alicante est lui situé à 70 km au nord-est de Murcie.

## Politique et administration

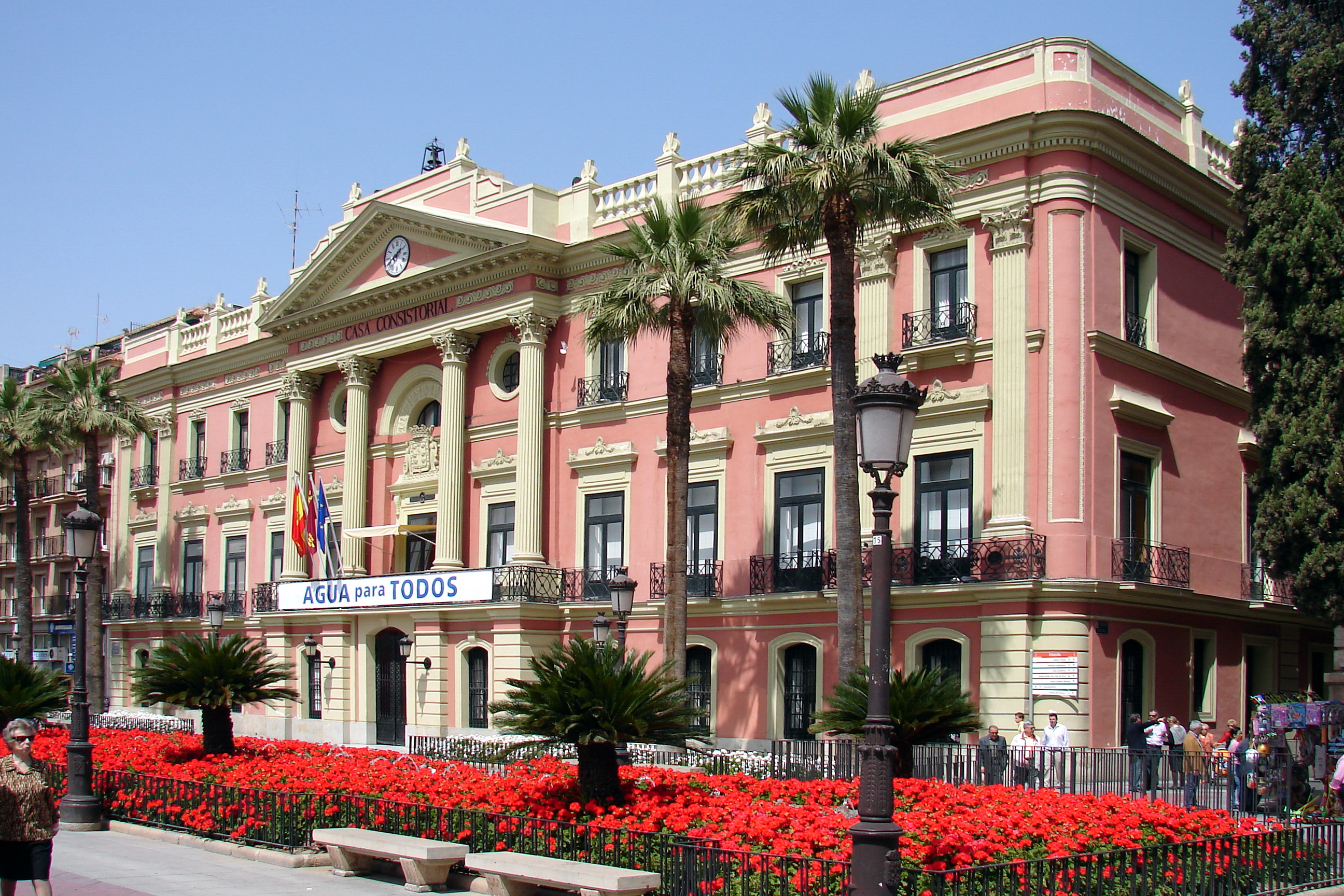
L'hôtel de ville de Murcie.

Murcie appartient à la communauté autonome de la région de Murcie, dont elle constitue la capitale. Elle accueille donc le siège du conseil de gouvernement et de l'Assemblée régionale.

### Conseil municipal
Lors des élections municipales du 28 mai 2023, la ville de Murcie comptait 462 979 habitants. Son conseil municipal (Pleno del Ayuntamiento) se compose donc de 29 membres, élus tous les quatre ans.
| Parti | Parti        | 1979 | 1983 | 1987 | 1991 | 1995 | 1999 | 2003 | 2007 | 2011 | 2015 | 2019 | 2023 |
| ----- | ------------ | ---- | ---- | ---- | ---- | ---- | ---- | ---- | ---- | ---- | ---- | ---- | ---- |
|       | CAMBIEMOS    |      |      |      |      |      |      |      |      |      | 3    |      |      |
|       | CDS          |      | 0    | 5    | 0    | 0    | 0    |      |      |      |      |      |      |
|       | Cs           |      |      |      |      |      |      |      |      |      | 5    | 4    | 0    |
|       | AHORA        |      |      |      |      |      |      |      |      |      | 3    |      |      |
|       | PCE          | 2    | 2    | 2    | 3    | 4    | 2    | 0    | 1    | 2    |      |      |      |
|       | IU           | 2    | 2    | 2    | 3    | 4    | 2    | 0    | 1    | 2    |      |      |      |
|       | CD           | 0    | 11   | 10   | 13   | 18   | 18   | 19   | 19   | 19   | 12   | 11   | 15   |
|       | CP           | 0    | 11   | 10   | 13   | 18   | 18   | 19   | 19   | 19   | 12   | 11   | 15   |
|       | AP           | 0    | 11   | 10   | 13   | 18   | 18   | 19   | 19   | 19   | 12   | 11   | 15   |
|       | PP           | 0    | 11   | 10   | 13   | 18   | 18   | 19   | 19   | 19   | 12   | 11   | 15   |
|       | PSOE         | 13   | 14   | 12   | 13   | 7    | 9    | 10   | 9    | 6    | 6    | 9    | 8    |
|       | Podemos-EQuo |      |      |      |      |      |      |      |      |      |      | 2    | 0    |
|       | UCD          | 12   |      |      |      |      |      |      |      |      |      |      |      |
|       | UPyD         |      |      |      |      |      |      |      |      | 2    |      |      |      |
|       | Vox          |      |      |      |      |      |      |      |      |      |      | 3    | 6    |
| Total | Total        | 27   | 27   | 29   | 29   | 29   | 29   | 29   | 29   | 29   | 29   | 29   | 29   |

### Liste des maires
| Mandature | Maire | Maire                                     | Parti |
| --------- | ----- | ----------------------------------------- | ----- |
| 1979-1983 |       | José María Aroca Ruiz-Funes (es)          | PSOE  |
| 1983-1987 |       | Antonio Bódalo Santoyo (es)               | PSOE  |
| 1987-1991 |       | José Méndez Espino (es)                   | PSOE  |
| 1991-1995 |       | José Méndez Espino (es)                   | PSOE  |
| 1995-1999 |       | Miguel Ángel Cámara (es)                  | PP    |
| 1999-2003 |       | Miguel Ángel Cámara (es)                  | PP    |
| 2003-2007 |       | Miguel Ángel Cámara (es)                  | PP    |
| 2007-2011 |       | Miguel Ángel Cámara (es)                  | PP    |
| 2011-2015 |       | Miguel Ángel Cámara (es)                  | PP    |
| 2015-2019 |       | José Ballesta                             | PP    |
| 2019-2023 |       | José Ballesta                             | PP    |
| 2019-2023 |       | José Antonio Serrano Martínez (es) (2021) | PSOE  |
| 2023-2027 |       | José Ballesta                             | PP    |

## Enseignement supérieur
Il y a deux universités à Murcie :

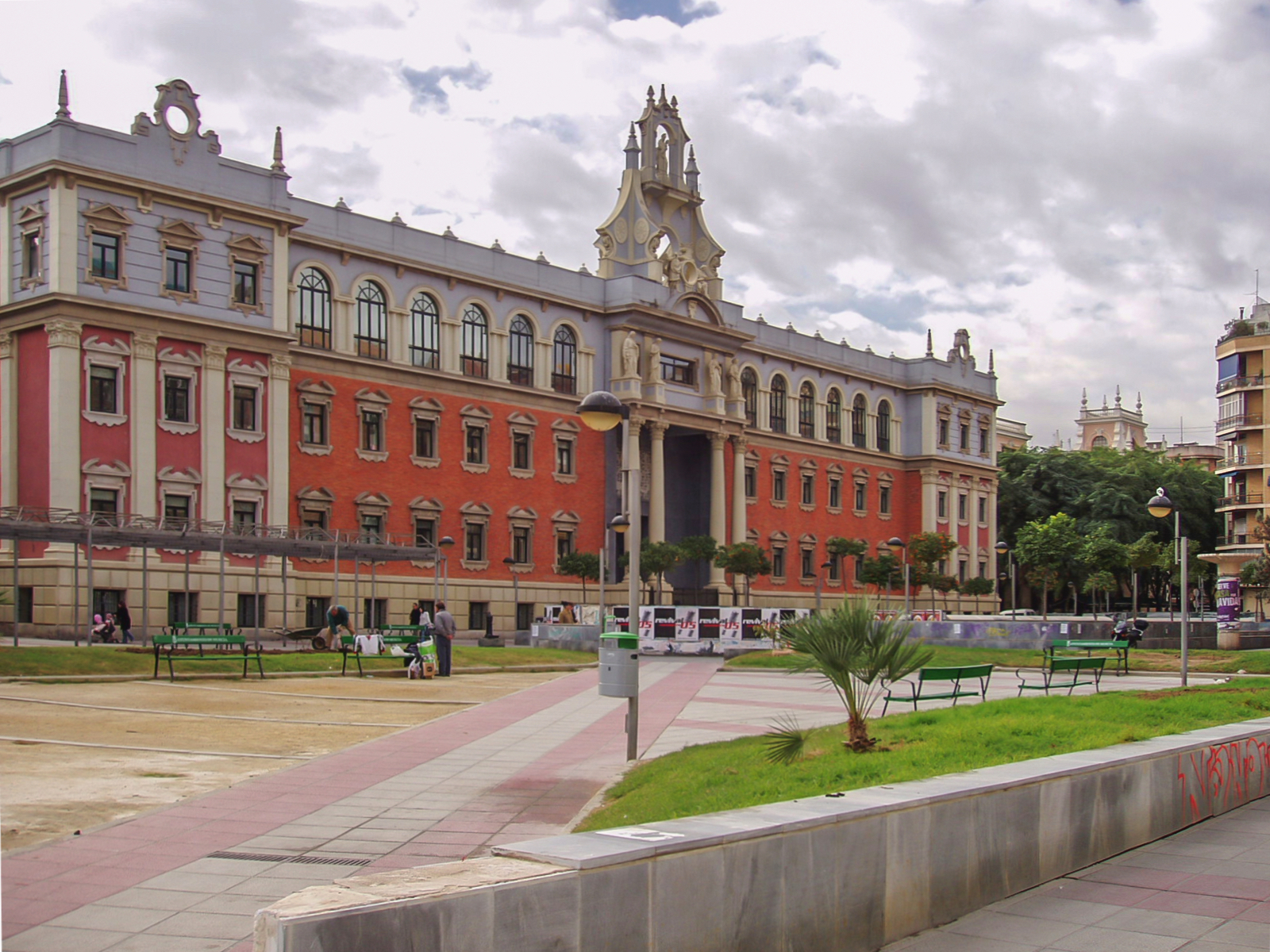
Vue de la faculté de Lettres du Campus de la Merced de l'université de Murcie depuis la Place de l'université.

- l'université de Murcie (UMU) est une université publique qui regroupe environ 38 000 étudiants. Bien que son origine remonte au XIIIe siècle, elle a été inaugurée officiellement en 1914. Elle se compose de cinq campus, dont trois sont situés dans la commune : la Merced au centre-ville, celui d'Espinardo et le campus des sciences de la santé à El Palmar. Les deux autres campus sont dans les villes voisines de San Javier et Lorca ;

- l'université catholique de Saint Antoine de Murcie (UCAM) est une université privée qui a été fondée en 1996. Le monastère hiéronymite de San Pedro de la Ñora, près du village de Guadalupe, abrite le campus.

La ville dispose aussi d'un conservatoire supérieur de musique et d'une École supérieure d'art dramatique et de danse (ESAD).

## Sports
Le club de football de la ville est le Real Murcie CF.

### Arrivées du Tour d'Espagne
- 2010 :  Thor Hushovd
- 2002 :  Mario Cipollini
- 2001 :  Tomáš Konečný
- 1999 :  Igor González de Galdeano (clm)
- 1998 :  Jeroen Blijlevens

## Jumelages
- Grasse (France) depuis mai 1990
- Miami (États-Unis), depuis 1994
- Lecce (Italie), depuis 2002
- Murcia (Philippines), depuis 1994
- Irapuato (Mexique), depuis 2005
- Accord de coopération avec Lodz en Pologne depuis octobre 1999

## Démographie

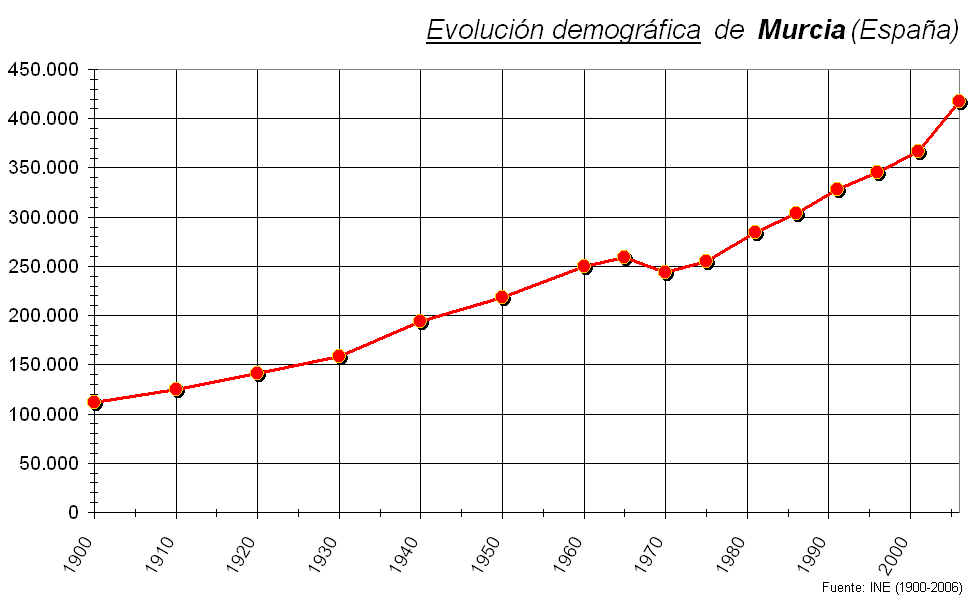
Évolution par décennie en 2012

Murcie compte 430 571 habitants (2008) (soit la 7e ville la plus peuplée d'Espagne).
Au XXe siècle, elle a maintenu une évolution positive constante, sauf durant les années 1960, avec une légère diminution.
La commune s'est agrandie de 881,86 km2 et la population s'est distribuée entre le noyau principal et les nombreux districts.
En 2005, il y avait, dans le noyau urbain, 179 649 habitants et 230 161 dans les 45 autres districts. Son secteur métropolitain, intégré en outre par les communes de Alcantarilla, Alguazas, Beniel, Molina de Segura, Santomera et Las Torres de Cotillas, compte 690 000 habitants.
| 1900    | 1910    | 1920    | 1930    | 1940    | 1950    | 1960    | 1970    | 1981    |
| ------- | ------- | ------- | ------- | ------- | ------- | ------- | ------- | ------- |
| 111 539 | 125 057 | 141 175 | 158 724 | 193 731 | 218 375 | 249 738 | 243 759 | 288 631 |

| 1990    | 2000    | 2008    | 2012    | 2023    | - | - | - | - |
| ------- | ------- | ------- | ------- | ------- | - | - | - | - |
| 322 911 | 357 166 | 430 571 | 441 000 | 469 177 | - | - | - | - |

## Personnalités liées à la commune
- Diego Mateo Zapata (1664-1745), médecin espagnol.

- Julian Romea (1813-1868), grand comédien du théâtre espagnol, y est né.
- Francisco de Paula del Villar y Lozano (1828-1901), architecte espagnol, y est né.
- Paule de Jésus Gil Cano (1849-1913), fondatrice des franciscaines de la Très Pure Conception, morte à Murcie.
- Alejandro Valverde (1980- ), coureur cycliste, y est né
- Nicolas Almagro, joueur de tennis, y est né
- Rafaelillo (1979-), torero XXe siècle
- Jaime Lorente, acteur, y est né
- Ibn Arabi (1165-1240), savant musulman soufi, y est né
- Carlos Alcaraz (2003- ), joueur de tennis, y est né
- Pedro Acosta (2004-), pilote moto, y est né
- Iván Pellicer (1997-), acteur, y est né.